# Paus Julius II
Paus Julius II, geboren als Giuliano della Rovere (Albisola Superiore (bij Savona), 5 december 1443 – Rome, 21 februari 1513), was paus van de Katholieke Kerk van 1 november 1503 tot zijn dood in 1513. Hij kreeg de bijnaam il terribile (Italiaans: 'de verschrikkelijke') en is een van de bekendste renaissancepausen.
Hij had zijn kerkelijke carrière te danken aan zijn oom, paus Sixtus IV. Toen zijn oom in 1471 gekozen was tot paus, benoemde hij Giuliano tot bisschop en korte tijd later al tot kardinaal. Giuliano wilde tot elke prijs het voorbeeld van zijn oom volgen en ook paus worden. Om dat doel te bereiken, trachtte hij de andere kardinalen te overtuigen hem te kiezen tijdens de vier conclaven volgend op de dood van Sixtus IV in 1484. Zijn grootste tegenstander was de Spaanse kardinaal Rodrigo de Borja y Borja, beter bekend als Rodrigo Borgia, die in 1492 tot paus Alexander VI gekozen werd.
Door simonie werd Giuliano uiteindelijk eind oktober 1503 tot paus gekozen, als opvolger van Pius III, de opvolger van Alexander, die na slechts vier weken in het ambt was gestorven. Julius' pontificaat duurde ruim negen jaar. Hij stelde zich ten doel het onder paus Alexander grotendeels verloren gebied van de Kerkelijke Staat terug te winnen. Ook de heropbouw van de stad Rome kreeg zijn volle aandacht. Hij trok daarvoor vele kunstenaars aan, van wie sommigen nog in onze tijd grote bekendheid genieten.
Op religieus-politiek gebied probeerde hij een schisma in de Kerk te voorkomen door het bijeenroepen van het Vijfde Lateraans Concilie (1512-1517).

## Biografie
(In de beschrijving van zijn leven vóór het pausschap wordt zijn geboorte- en familienaam “Giuliano della Rovere" gebruikt)

### 1443-1503

#### Persoonlijk leven
| Generatie                                                                 | Generatie            | Generatie              |
| 1e                                                                        | 2e                   | 3e                     |
| ------------------------------------------------------------------------- | -------------------- | ---------------------- |
| Francesco (1414-1484)                                                     | Girolamo (1434-1507) | Clemente (1462–1504)   |
|                                                                           | Pietro (1445-1474)   | Leonardo (1464-1520)   |
| Giuliano (1443-1513)                                                      | Raffaele (1460-1521) |                        |
| 'Bartolomeo' (1447-1494)                                                  | Cesare (1485-1540)   |                        |
|                                                                           | Agostino (1469-1518) |                        |
| Galeotto (1471-1507)                                                      |                      |                        |
| Sisto (1479-1517)                                                         |                      |                        |
| Piëmontese tak van de familie                                             |                      |                        |
|                                                                           |                      | Cristoforo (1434-1478) |
| Domenico (1442-1501)                                                      |                      |                        |
| Verre familie                                                             |                      |                        |
|                                                                           |                      | Marco (1446-1516)      |
| – Verkorte stamboom, selectie op kerkelijke benoemingen –                 |                      |                        |
| Fresco: Sixtus IV met de kardinaal-nepoten Girolamo, Giuliano en Raffaele |                      |                        |

Giuliano werd geboren op 5 december 1443 als oudste zoon van Raffaelo della Rovere en Theodora Manerola, een vrouw van Griekse afkomst. Zijn vader, een visser maar later ook genoemd als senator van Rome, was de jongere en enige broer van Francesco della Rovere, de in 1471 gekozen paus Sixtus IV. De familie Della Rovere behoorde tot de verarmde adel, woonachtig in het Noord-Italiaanse Ligurië; een andere tak van de familie was woonachtig in Piëmont. Het aanzien en de rijkdom van de familie zouden door het nepotisme van Francesco in zijn hoedanigheid als paus snel toenemen, iets wat Giuliano tijdens zijn pausschap – zij het in mindere mate – zou voortzetten.
Hoewel Giuliano aanvankelijk werd opgeleid voor een commerciële loopbaan, trad hij in 1468 in navolging van zijn oom toe tot de orde der franciscanen. Francesco nam de begeleiding van zijn neef bij zijn studie in Perugia op zich. Aangenomen wordt dat Giuliano in Perugia de studies burgerlijk en kerkelijk recht volgde. Later stuurde Giuliano's oom hem naar een klooster in Perugia, waar hij een aanvullende scholing ontving. Na zijn studies zou hij de orde als novice verlaten en seculier geestelijke worden, waardoor hij zich niet hoefde te onderwerpen aan de strenge kloosterregels, waaronder de gelofte van armoede en het naleven van het celibaat.
Het niet naleven van het celibaat, waaraan een groot aantal kerkelijke hoogwaardigheidsbekleders zich schuldig maakte, speelde tijdens het kardinaalschap van Giuliano ook een rol. Naast Vannozza dei Cattanei, lange tijd de favoriete maîtresse van paus Alexander VI, en de voormalige courtisane Masina werd Lucrezia Normanni het bekendst. Uit de relatie met haar werd Felice della Rovere geboren, die tijdens de pontificaten van haar vader en zijn opvolgers Leo X en Clemens VII een opmerkelijke rol zou spelen.
Door toedoen van Giuliano trouwde Lucrezia Normanni met Bernardino de Cupis, kamerheer van de familie Della Rovere in het Vaticaan. Uit dit huwelijk werd een zoon geboren, Giovanni Domenico (1493-1553), die al op 11-jarige leeftijd aan het pauselijk hof aangesteld werd als secretaris. Zijn benoeming tot kardinaal, op verzoek van zijn halfzus Felice, werd door Giuliano (toen paus Julius II) op zijn sterfbed geweigerd, maar vond in 1517 onder Julius' opvolger Leo X alsnog plaats.
Felice della Rovere trad op verzoek van haar vader in het huwelijk met Giovanni Giordano Orsini, lid van de invloedrijke Romeinse familie.
Uit andere hoek kwamen later berichten, met name tijdens zijn pontificaat, dat Giuliano er homoseksuele relaties op na zou houden. In zijn dagboek schreef de Venetiaan Girolamo Priuli (1486-1547) dat er zich in het gevolg van de paus verschillende knappe jongemannen bevonden, waarmee hij seksuele gemeenschap had. Ook de Venetiaanse historicus Marino Sanuto de Jongere wees op dergelijke relaties in een in 1506 geschreven sonnet:

Bentivoglio zal niet verslagen worden
En jij zult niet slagen
Hoewel jij altijd iemand hebt die jou van achteren aanduwt
Dus wees blij met
Wijn van de Corso, Trebbiano en Malvasia
En met plezierige handelingen van sodomie …

Voor de opkomende protestantse beweging waren deze beschrijvingen van sodomie het zoveelste bewijs tegen het pausschap, zoals de Fransman Philippe du Plessis-Mornay dat zou beschrijven in zijn werk Le Mystère d'iniquité, c'est à dire, l'histoire de la papauté.
Concreet bewijs voor deze veronderstelling van homoseksuele relaties ontbreekt. Dit geldt ook voor de beschuldiging dat Giuliano geleden zou hebben aan de seksueel overdraagbare ziekte syfilis, zoals gesuggereerd in een 16e-eeuwse spotprent en in Gerard Noels boek, waarin hij Julius omschrijft als een roekeloze pederast "met door syfilis aangetaste voeten die dan ook niet gekust mochten worden".

#### Kerkelijke carrière
| Overzicht kerkelijke functies | Overzicht kerkelijke functies       |
| Bisdommen                     | Bisdommen                           |
| Plaats                        | Periode                             |
| ----------------------------- | ----------------------------------- |
| Carpentras                    | 16 oktober 1471 – 31 januari 1472   |
| Lausanne                      | 31 januari 1472 – 15 juli 1476      |
| Catania                       | 13 januari 1473 – 23 mei 1474       |
| Avignon                       | 23 mei 1474 – 1 november 1503       |
| Coutances                     | 11 juli 1476 – 3 december 1477      |
| Viviers                       | 3 december 1477 – 19 april 1479     |
| Mende                         | 3 juli 1478 – 31 januari 1483       |
| Bologna                       | 3 november 1483 – 24 januari 1502   |
| Savona                        | 20 september 1499 – 24 januari 1502 |
| Vercelli                      | 24 januari 1502 – 1 november 1503   |
| Kardinaal                     |                                     |
| Kardinaal-priester            | 16 december 1471 – 19 april 1479    |
| Kardinaal-bisschop van:       |                                     |
| – Sabina                      | 19 april 1479 – 31 januari 1483     |
| – Ostia en Velletri           | 31 januari 1483 – 1 november 1503   |
| Aartspriester                 |                                     |
| Sint-Jan van Lateranen        | augustus 1477 – 1 november 1503     |

Op 16 oktober 1471, twee maanden na de verkiezing van zijn oom tot paus Sixtus IV, volgde Giuliano’s eerste benoeming binnen de kerk: bisschop van het Franse bisdom Carpentras. Op 16 december 1471 maakte Sixtus in zijn eerste publieke consistorie de namen bekend van twee nieuwe kardinalen. Beiden betroffen neven van de paus, Giuliano en Pietro Riario; Pietro werd kardinaal-priester met de titelkerk San Sisto Vecchio te Rome en aan Giuliano werd de titelkerk Sint-Petrus Banden toegewezen. Als residentie koos Giuliano voor het naast de kerk gelegen paleis, dat hij liet opknappen en decoreren door Giuliano da Sangallo.
Volgend op zijn wijding tot bisschop van Carpentras, een bisdom dat hij in commendam zou aanhouden, volgden die van Lausanne, Catania en Avignon. Vanaf 20 november 1475 werd de bisschopszetel van laatstgenoemde stad verheven tot aartsbisdom, waardoor Giuliano de eerste aartsbisschop van dit aartsdiocees werd. In 1476 richtte hij hier een school op voor arme studenten. Nog in 1476 werd hij pauselijke legaat van Avignon.
In 1477 werd hij aartspriester van de basiliek van Sint-Jan van Lateranen, gevolgd door zijn aanstelling als kardinaal-bisschop van het suburbicair bisdom Sabina in 1479. Tot aan zijn uiteindelijke verkiezing tot paus behield Giuliano de titelkerk Sint-Petrus Banden in commendam. Opmerkelijk was de toewijzing van het suburbicair bisdom Ostia en Velletri aan Giuliano. Zoals bepaald door paus Eugenius III in 1150 viel het bisdom toe aan de deken van het College van Kardinalen. Deze functie werd in de periode 1483-1492 echter bekleed door Rodrigo de Borja y Borja, die op dat moment kardinaal-bisschop van het bisdom Porto-Santa Rufina was. Na Rodrigo’s keuze in 1492 tot paus Alexander VI werd de kardinaal Oliviero Carafa de nieuwe Deken.
Eind 1483 volgde Giuliano’s aanstelling tot bisschop van Bologna. Zijn onvrijwillige aftreden begin 1502 kwam voort uit een conflict met de zittende paus Alexander VI.
Ook binnen het College van Kardinalen zelf vervulde Giuliano een belangrijke rol. In zijn hoedanigheid als kardinaal-grootpenitentiarius (sinds oktober 1476) werd hij eindverantwoordelijk voor de verlening van aflaten en het schenken van gunsten bij gewetenskwesties. Deze functie zou hij tot aan zijn pausschap bekleden. Daarnaast was hij in de periode januari 1479 – januari 1480 en van 29 augustus 1484 tot 15 september 1484 Camerlengo, adviseur en schatbewaarder van de paus.

#### Beneficiën
| Overzicht beneficiën                  | Overzicht beneficiën   |
| ------------------------------------- | ---------------------- |
|                                       |                        |
| Grottaferrata                         | Santa Sofia, Benevento |
| Abdij/klooster                        | Plaats                 |
| [Santa Maria di Grottaferrata         | Grottaferrata          |
| Santa Maria della Vangadizza          | Adria                  |
| Saint-Paul                            | Verdun                 |
| Grandselve                            | Toulouse               |
| Sainte-Marie de Bonnevaux             | Poitiers               |
| Sint-Petrus-en-Paulus de Moscheta     | Florence               |
| San Sabino fuori le mura              | Pisa                   |
| Nonantola                             | Modena                 |
| Saint-Pierre-et-Saint-Paul de Luxeuil | Besançon               |
| San Bartolomeo di Anghiari            | Arezzo                 |
| Santa Sofia                           | Benevento              |
| San Romoaldo                          | Camerino               |
| Saint-Symphorien                      | Metz                   |
| Administratie/bestuur                 |                        |
| Messina                               |                        |
| Lodève                                |                        |

Beneficiën waren oorspronkelijk bedoeld als geldelijk inkomen aan geestelijken voor het uitvoeren van kerkelijke verplichtingen (opdragen van missen, toedienen van sacramenten). Met name in de Renaissance werd op grote schaal misbruik gemaakt van deze vorm van inkomsten, doordat de beneficiant zijn kerkelijke taak uitbesteedde aan een lagere geestelijke tegen slechts een klein deel van de inkomsten; de rest kwam in handen van de beneficiant.
Dankzij de opbrengsten uit beneficiën en bisdommen en de inkomsten uit kloosters, abdijen en andere kerkelijk administratieve functies (zie: in commendam) beschikte Giuliano over een aanzienlijk vermogen dat hij al in een vroeg stadium aanwendde voor bouwkundige projecten.

#### Onder Sixtus IV: 1471-1484

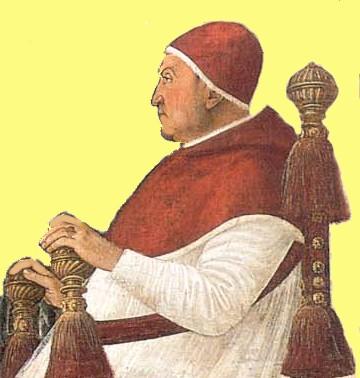
Paus Sixtus IV

Pietro Riario gold als de favoriete neef van paus Sixtus IV, maar na Pietro’s dood begin 1474 deed de paus een sterk beroep op Giuliano, die financieel profiteerde van de dood van zijn neef; de meeste van de bezittingen, die een jaarlijks inkomen vertegenwoordigden van circa 100.000 dukaten kwamen aan Giuliano toe.
Giuliano’s eerste militaire missie betrof het herstel van de orde in Umbrië, waar diverse steden de macht van de paus trachtten te weerstaan. In juni 1474 slaagde hij erin de opstand in Todi neer te slaan, waarna hij optrok naar Spoleto, de stad die gesteund werd door de Romeinse familie Orsini. Deze stad werd echter snel ingenomen, wat gepaard ging met vele plunderingen, wat tegen de zin was van Giuliano.
Città di Castello, de stad die op dat moment bestuurd werd door Niccolo Vitelli, wees elk verzoek tot overgave aan de paus resoluut af en bood fel weerstand. Hierin werd de stad gesterkt door de toegezegde steun van het hertogdom Milaan en Florence, die de groeiende invloedssfeer aan de grenzen van hun gebieden vreesden. Doordat Giuliano er niet in slaagde het verzet te breken werd de hulp ingeroepen van Federico da Montefeltro, wiens vertrouwen in de Kerkelijke Staat hersteld was door het huwelijk van zijn dochter Giovanna met de neef van de paus Giovanni, een broer van Giuliano. Uiteindelijk werd de stad heroverd en Niccolo Vitelli gevangengenomen en keerde Giuliano op 9 september 1474 terug in Rome.
Een andere missie werd de verbetering van de relatie met Frankrijk. Hierbij was Giuliano in zijn rol als aartsbisschop van Avignon de uitgelezen persoon om de paus te vertegenwoordigen. In 1476 werd Giuliano verzocht te voorkomen, dat de Franse koning Lodewijk XI een algemeen concilie bijeen zou roepen in Lyon. Vier jaar later, in 1480, bemiddelde Giuliano bij een conflict tussen Lodewijk XI en de hertog van Bourgondië, de latere keizer Maximiliaan I, inzake een erfeniskwestie. Ook werd hem gevraagd de Fransen over te halen om een nieuwe oorlog tegen de Turken te ondersteunen, waarvoor Giuliano in Frankrijk aangesteld werd als de belangrijkste administrateur.
Een andere delicate zaak was het verzoek om vrijlating van kardinaal Jean Balue. Die zat sinds 1469 in Franse gevangenschap op beschuldiging van hoogverraad tegen de Franse koning. Balue had aanvankelijk in hoog aanzien gestaan van Lodewijk XI, maar compromitterende brieven die gericht waren aan Karel de Stoute waren de aanleiding geweest voor zijn arrestatie. Wat Johannes Bessarion niet was gelukt, lukte Giuliano wel, onder voorwaarde dat Balue Frankrijk direct zou verlaten. Samen met Balue keerde Giuliano op 3 februari 1482 terug in Rome, waar hij zou verblijven bij zijn oom in het Vaticaan.
De goede relatie met de Franse koningen werd voor Giuliano tijdens zijn kardinaalschap van groot belang. De verheffing van Karel I van Bourbon tot kardinaal op verzoek van Lodewijk XI en door Giuliano voorgelegd aan zijn oom, versterkte de band met de Fransen. Voor zijn beoogde benoeming tot paus in 1492 vormde deze verbintenis voor Giuliano echter een obstakel, doordat de Franse inmenging in de Italiaanse gebieden door de Italiaanse facties resoluut werd afgewezen. Na zijn benoeming tot paus zou Giuliano echter stelling nemen tegen zijn vroegere bondgenoot.
Op 25 augustus 1483 werd de verjaardag van de kroning van Sixtus IV gevierd tijdens een mis die werd voorgegaan door Giuliano en die voor het eerst plaatsvond in de Sixtijnse Kapel. De daaropvolgende periode verbleef Giuliano voornamelijk in Rome, om in de buurt te blijven van zijn steeds zieker wordende oom. Sixtus IV overleed op 12 augustus 1484. Aan Antonio del Pollaiolo gaf Giuliano de opdracht ter nagedachtenis van zijn oom een grafmonument te vervaardigen.

#### Onder Innocentius VIII: 1484-1492

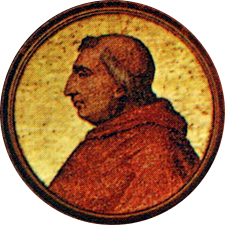
Paus Innocentius VIII

Op 25 augustus 1484 kwam het kiescollege voor het conclaaf voor de eerste stemming bijeen. De 25 verzamelde kardinalen – 21 Italianen, 2 Spanjaarden, 1 Portugees en 1 Fransman – leken aanvankelijk te gaan voor Marco Barbo, een kardinaal-nepoot van de voormalige paus Paulus II. Deze eventuele keuze was tegen de zin van Giuliano della Rovere. Dat Giuliano (nog) niet behoorde tot de eventuele kandidaten, kwam voort uit de aversie van de kardinalen tegen opnieuw een paus uit de familie Della Rovere; Sixtus IV had immers de macht van het College van Kardinalen danig ingeperkt. Maar de publieke opinie tegen Giuliano en de familie Della Rovere bleek doorslaggevend.
Giuliano, bewust van de afkeer tegen zijn persoon, schoof daarop een andere kandidaat naar voren: Giovanni Battista Cibo. Deze ziekelijke kardinaal werd uiteindelijk gekozen voornamelijk door de omkooppraktijken van Della Rovere, waardoor de nieuwe paus zich in een afhankelijke positie ten opzichte van de “weldoener” manoeuvreerde waarvan Giuliano tijdens Cibo’s pontificaat (als paus Innocentius VIII) dankbaar gebruik maakte.
In november 1485 ontstond een crisis, ditmaal met het koninkrijk Napels. Toen de troepen van Alfons van Calabrië Rome naderden was het Giuliano die uit naam van de paus de verdediging van de stad op zich nam en de vestingwerken liet verstevigen. Hij verwierf hierbij de steun van de afgevaardigden van de Romeinse families Colonna en Savelli. Tijdens de oorlog in 1486 tegen Napels was Giuliano opnieuw de aanvoerder van de pauselijke legers. Vanuit Ostia, waar Giuliano zich vanaf maart 1486 bevond en waar hij onder meer het kasteel liet versterken, vertrok hij naar Genua onder het mom een vloot samen te stellen tegen de Turken, maar eigenlijk bedoeld voor de strijd tegen Napels.
Dat Innocentius VIII niet zelf optrad als aanvoerder was het gevolg van zijn ziektes, maar was vooral het gevolg van het ontbreken van een vertrouwenspersoon aan wie de paus de taken kon delegeren. In tegenstelling tot zijn voorganger kon Innocentius niet terugvallen op kardinaal-nepoten, wat een resultaat was van het conclaaf in 1484. Hierbij was namelijk bepaald, dat de benoeming van nieuwe kardinalen onderhevig was aan de goedkeuring van het kardinalencollege. Pas in 1489 verhief Innocentius tijdens zijn eerste en enige consistorie een direct familielid tot kardinaal: Lorenzo Cibo de’ Mari.
Toch waren Giuliano’s militair-strategische inzichten geen garantie voor succes. Zijn missie om de opstandige stad Osimo weer onder controle van de paus te brengen mislukte. De stad was in april 1486 veroverd door de condottiere Boccolino Guzzoni, die onderhandelingen aanging met de Turken om hen op Italiaans grondgebied toe te laten. Pas na bemiddeling van de Medici was Boccolino bereid tot enige concessies.
Giuliano’s laatste missie tijdens het pontificaat van Innocentius VIII was het begeleiden van de Heilige Lans van Longinus. Deze werd door de sultan Bayezid II aan de paus aangeboden als dank voor het gevangen houden van de broer van de sultan, prins Cem. Op 31 mei 1491 arriveerde de lans in Rome, waar hij aan de paus werd aangeboden.
Op 25 juli 1492 overleed paus Innocentius VIII. Giuliano maakte zich op voor het komende conclaaf, waarin hij zichzelf een grote kans toedichtte. Hij werd hierin gesterkt door de financiële steun die hij ontving uit Frankrijk en Genua.

#### Onder Alexander VI: 1492-1503

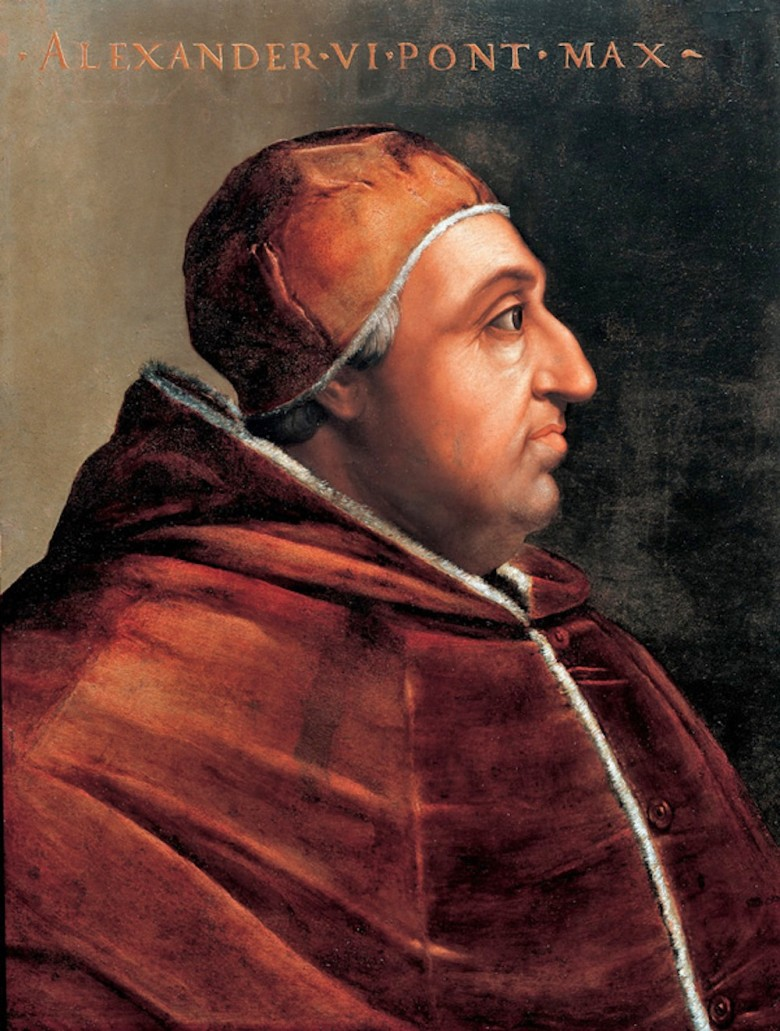
Paus Alexander VI

Het conclaaf van 1492 liep voor Giuliano echter uit op een totale mislukking. De geldelijke steun van de republiek Genua en het koninkrijk Frankrijk liep uit op niets. Tijdens de verschillende stemrondes van het conclaaf zou Giuliano geen enkele stem weten te bemachtigen. De kardinalen waren niet onder de indruk van Giuliano, die zijn stempel zo stevig gedrukt had op het pontificaat van de pas overleden paus Innocentius VIII. Ook zijn sympathie ten aanzien van Frankrijk, het land dat aangegeven had zijn claim op het koninkrijk Napels te willen verwezenlijken, speelde daarbij een rol. Ook waren met name de kardinalen van de Italiaanse adel het optreden van Giuliano’s oom, Sixtus IV, tijdens de Pazzi-samenzwering nog niet vergeten.
Bepalend voor de keuze van de nieuwe pontifex werden echter de omkopingspraktijken van kardinaal Rodrigo de Borja y Borja. De Spaanse kardinaal kon beschikken over een enorm vermogen. Hierdoor werd de nederlaag voor Giuliano des te zuurder, omdat zijn grootste rivaal en vijand Rodrigo de Borja y Borja gekozen werd tot de nieuwe paus.
Het is onbekend wat de oorzaak van de vijandschap tussen Giuliano della Rovere en de pas gekozen paus Alexander VI was. Duidelijk is wel, dat deze wederzijds was. Na de verkiezing van Alexander VI besloot Giuliano daarom zich onder voorwendsel van een ziekte terug te trekken in zijn fort in Ostia. Ondanks een verzoeningspoging op 24 juli 1493 tussen beide mannen besloot Giuliano in 1494 alsnog Italië te verlaten uit angst voor een vermeende moordaanslag. Hierbij zocht hij de steun bij de Franse koning Karel VIII en spoorde hem aan om een expeditie te organiseren tegen het koninkrijk Napels en terloops Alexander VI af te zetten. De koning ging hier aanvankelijk op in, maar werd uiteindelijk door paus Alexander op andere gedachten gebracht; de paus was er namelijk in geslaagd Guillaume de Briçonnet – raadgever en minister van de Franse koning – voor zich te winnen door hem te verheffen tot kardinaal. In de vredesonderhandelingen tussen beide vorsten kwam de Franse koning op voor de belangen van Giuliano, die ondanks vijandigheid ten opzichte van de paus zijn vele bezittingen en ambten mocht behouden.
Een hernieuwde verzoeningspoging in juni 1497 resulteerde erin, dat paus Alexander VI Giuliano verzocht regelingen te treffen met betrekking tot het voorgenomen huwelijk tussen Alexanders buitenechtelijke zoon Cesare Borgia en de dochter van de koning van Napels, Frederik IV. Toch bleef het wantrouwen ten opzichte van Alexander bestaan en bleef Giuliano verbonden met het Franse kamp. Na de dood van Karel VIII van Frankrijk in 1498 wist Giuliano het vertrouwen van zijn opvolger Lodewijk XII te verkrijgen door onder meer aan te sturen op een overeenkomst tussen Frankrijk en Venetië in 1499. Samen met Lodewijk XII reisde Giuliano vervolgens af naar Milaan. Als dank verkreeg Giuliano door de arrestatie van kardinaal Ascanio Maria Sforza, wiens broer door de Fransen was gearresteerd vanwege zijn optreden tegen de Fransen, vele beneficiën toebedeeld die van deze kardinaal waren afgenomen.
In 1502 ontstond opnieuw een conflict met de paus, voortkomend uit het bevel van de paus om gebieden die behoorden tot het aartsbisdom Bologna af te staan aan de hertog van Ferrara. Deze gebieden waren bedoeld als bruidsschat voor het voorgenomen huwelijk tussen de hertog en Lucrezia de Borja, dochter van de paus. Giuliano’s verzet leidde ertoe dat hij door de paus gedwongen werd afstand te doen van het aartsbisdom en gedwongen werd zich als banneling terug te trekken binnen het Franse kamp. Pas na de dood van Alexander VI op 18 augustus 1503 keerde Giuliano op 3 september 1503 terug in Rome om daar deel te nemen aan het conclaaf.

### Pontificaat

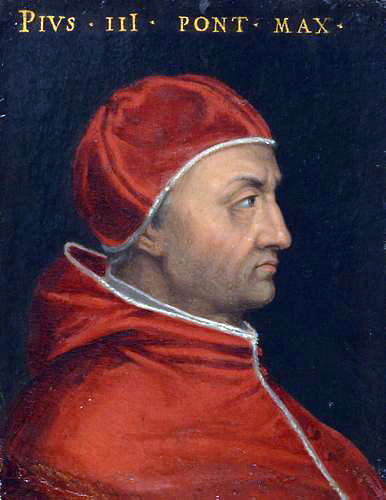
Paus Pius III

Volgend op de dood van paus Alexander VI op 18 augustus 1503 braken er in Rome ongeregeldheden uit, hoewel er daarnaast grote vreugde heerste over de dood van de pontifex. De kardinalen vreesden voor een oneerlijk verloop van het komende conclaaf, een vrees die nog versterkt werd door de grote verdeeldheid binnen het kiescollege dat door het grote aantal kardinaalsbenoemingen gedomineerd werd door drie nationale facties: een Italiaanse, een Spaanse en een pro-Franse.
Op 16 september 1503 begonnen de eerste stemrondes. Pas op 22 september werd de 64-jarige Francesco Todeschini-Piccolomini, neef van paus Pius II, gekozen. Bij zijn verkiezing was hij reeds zwaar ziek en werd meer gezien als een overgangspaus. Hij nam de naam Pius III aan.
Giuliano was opnieuw gepasseerd en hem restte slechts de wijding van de nieuwe paus tot bisschop op 1 oktober 1503. Dertig dagen later, volgend op de dood van Pius III – zie ook: “Lijst van kortste pontificaten” – op 18 oktober 1503, vond opnieuw een conclaaf plaats, nu slechts voor enkele uren. Bij deze verkiezing, het kortstdurende conclaaf binnen de geschiedenis van de kerk als gevolg van grootschalige omkoping, werd Giuliano dan uiteindelijk tot paus gekozen. Hierbij nam hij de naam Julius II aan. Of hij daarbij met de gedachte speelde om daarmee te verwijzen naar Julius Caesar is slechts een veronderstelling, waaraan kardinaal Angelo Sodano in 2003 memoreerde in zijn preek ter herdenking van de 500e verjaardag van Julius’ troonsbestijging. In Passing the Keys gaat de schrijver ervan uit, dat de naamkeuze gebaseerd is op de voorganger paus Julius I, terwijl Noel in zijn eerder genoemde boek The Renaissance Popes onderstreept hoe verguld Giuliano della Rovere met zichzelf was, door bij zijn pauskeuze de Latijnse variant van zijn voornaam te gebruiken.
Op 26 november 1503 vond de kroning door kardinaal Giovanni Colonna plaats op de trappen van de Sint-Pietersbasiliek.

#### De oorlogspaus
De Italiaanse gebieden waren in de 15e eeuw sterk verdeeld. Niet alleen was er sprake van conflicten tussen de gebieden onderling, ook op lokaal niveau bevochten rivaliserende families elkaar om de macht. Zo kende Rome een felle strijd tussen de families Colonna en Orsini.
Een bijkomende factor was de inmenging van buitenlandse mogendheden, die hun aanspraken op veroverde gebieden lieten gelden (Frankrijk in Noord-Italië, Spanje in het koninkrijk Napels).
Bij zijn aantreden op 31 oktober 1503 had Julius II te maken met een Kerkelijke Staat die sterk in verval was geraakt. Voor herstel had hij in zijn ogen te maken met drie ongewenste invloeden: De familie Borgia, de republiek Venetië en het koninkrijk Frankrijk.
- De Borgia's

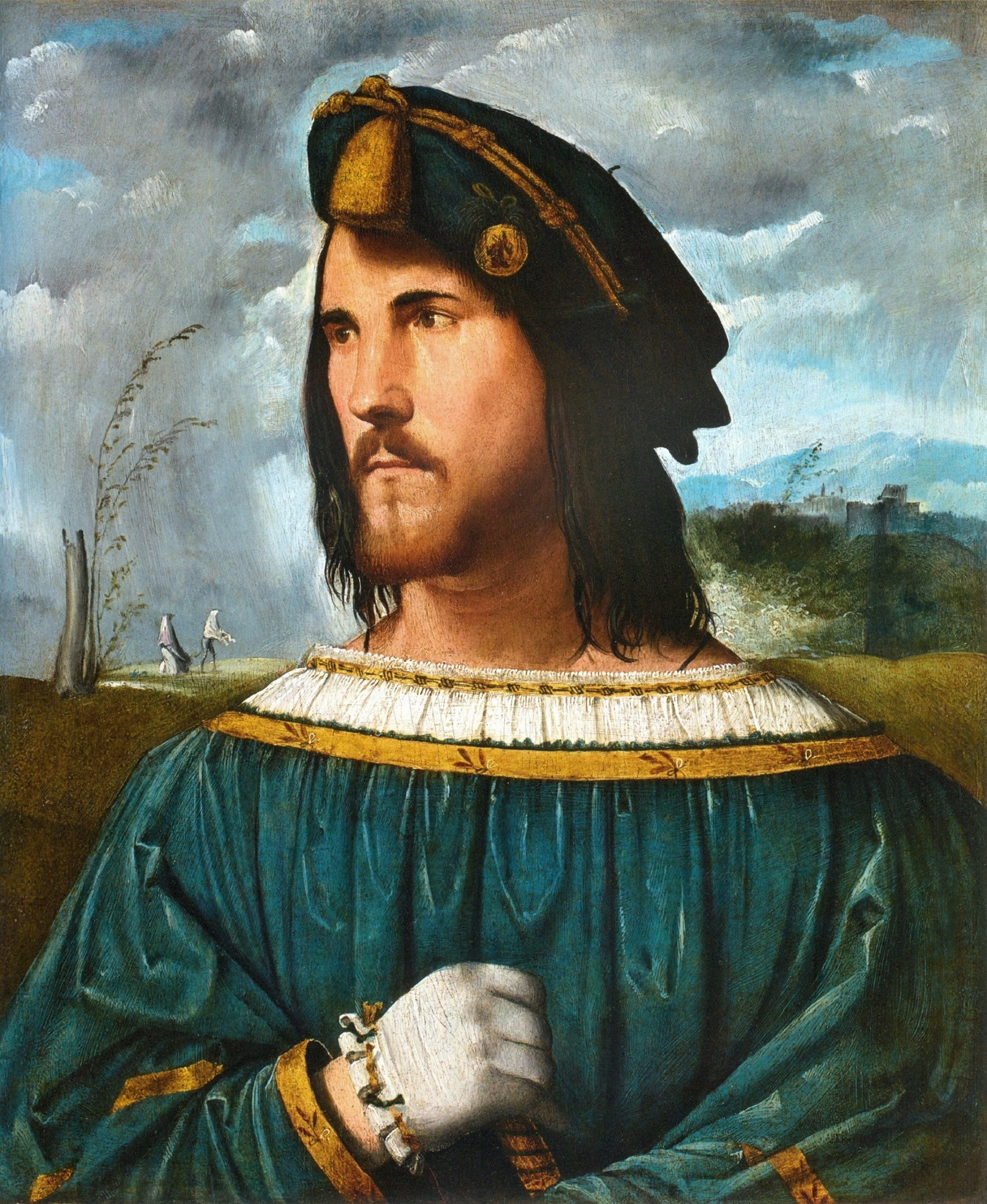
Cesare Borgia

Door toedoen van Cesare Borgia, zoon van paus Alexander VI, waren vele voormalige gebieden van de Kerkelijke Staat onder zijn bestuur gekomen, waaronder steden als Imola, Forlì, Rimini en Faenza. In 1501 was Cesare zelfs door de paus benoemd tot hertog van Romagna. Door verraad werden in 1502 ook Urbino en Camerino ingenomen.
Na de dood van paus Alexander VI ontstond er binnen de gebieden grote onrust, waarbij voormalige leiders hun kans schoon zagen hun gezag weer te herstellen. Cesare Borgia vertrouwde erop, dat het College van Kardinalen (onder wie twaalf Spaanse) een nieuwe paus zouden kiezen die gunstig zou staan ten aanzien van de familie Borgia. De verkiezing van Pius III leek daar aan tegemoet te komen, maar Pius overleed al na 26 dagen.
Giuliano della Rovere, die voor zijn eventuele verkiezing ook afhankelijk was van de steun van de Spaanse kardinalen, ging voorafgaand aan het nieuwe conclaaf besprekingen aan met Cesare, waarbij hij hem (loze) beloften deed. Toen Giuliano uiteindelijk gekozen was tot Julius II, veranderde de toon richting Cesare. Hij werd gedwongen voormalige kerkelijke gebieden terug te geven en Cesare werd gevraagd om te voorkomen, dat de republiek Venetië bezit zou nemen van gebieden in Noord-Italië. Deze laatste tactiek mislukte waarop Cesare op bevel van de paus gevangen werd genomen en later verbannen naar Spanje. Hiermee was een einde gekomen aan de macht van de familie Borgia in Italië.
- De republiek Venetië

Hoewel Venetië aanvankelijk was ingegaan op het verzoek van Julius om kerkelijke gebieden terug te geven, weigerde de republiek de teruggave van steden als Faenza en Rimini. De paus zag zich hierdoor genoodzaakt een strijdplan op te stellen.
Omdat het de Kerkelijke Staat ontbrak aan de noodzakelijke financiële middelen voor de samenstelling van een groot leger, werd aan de dominicanen in Duitsland de opdracht gegeven aflaten te verkopen. Een deel van de verkoop zou ook worden gebruikt voor de bouw van de nieuwe Sint-Pietersbasiliek. Voor de verdediging van het Vaticaan deed Julius II een beroep op de Zwitserse kantons. In september 1505 vertrok een groep van 150 Zwitserse huurlingen onder leiding van Kaspar von Silenen, die op 22 januari 1506 in Rome aankwam waar ze persoonlijk door de paus werden verwelkomd en gezegend. Dit huurlingenleger wordt beschouwd als de voorloper van de pauselijke Zwitserse Garde, waarvan op de regimentsvlag nog steeds het wapenschild van Della Rovere terug te vinden is. Ook op de morion, een ceremoniële helm van de Garde, wordt dit symbool teruggevonden.
Uiteindelijk besloot Julius II in 1506 op te trekken naar de Romagna, waarbij de stad Perugia de eerste bestemming werd. Op dat moment werd de stad bestuurd door Giampaolo Baglioni, lid van de gelijknamige familie die bekendstond om haar vaak bloedige optredens. Op 26 augustus 1506 verliet Julius II met zijn leger de stad Rome en bereikte na twee weken de stad Perugia. Giampaolo gaf zich op 13 september echter zonder weerstand over om zo onnodig bloedvergieten te voorkomen.
Op 20 september 1506 verliet de pauselijke stoet Perugia in de richting van Bologna. De familie Bentivoglio had in het verleden al verschillende malen de macht van de paus over Bologna getart en ook Giovanni II Bentivoglio (1443-1508) leek niet bereid toe te geven aan Julius II. Om zijn macht te breken werd Giovanni II op 7 oktober 1506 door de paus geëxcommuniceerd en de stad Bologna werd onder interdict geplaatst. Bentivoglio ontvluchtte de stad en op 10 november kon Julius de stad triomfantelijk binnengaan. Ter herinnering aan deze overwinning gaf Julius aan Michelangelo Buonarroti de opdracht een bronzen beeld van hem – Julius II – te vervaardigen, dat bestemd was voor de Sint-Petroniusbasiliek. Julius zou tot 27 maart 1507 in de stad blijven om daarna terug te keren naar Rome.

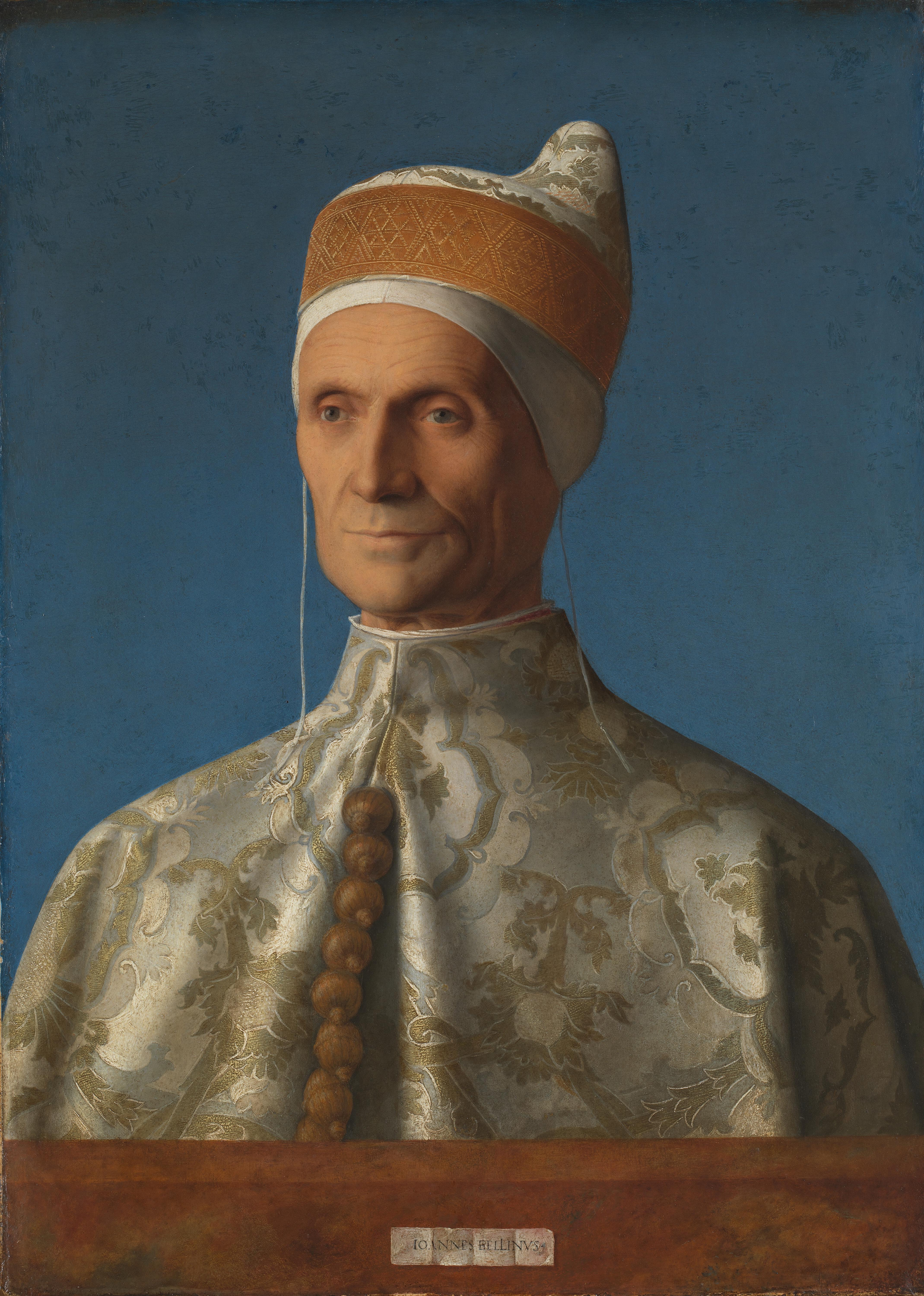
Leonardo Loredano, Doge van Venetië

Vanuit Rome probeerde Julius de republiek Venetië via diplomatieke weg op andere gedachten te brengen. Aan een pauselijke delegatie werd door de republiek duidelijk gemaakt, dat een teruggave van de steden Faenza en Rimini voor Venetië onbespreekbaar was. Toen bleek dat Venetië ook asiel verleend had aan de gevluchte familie Bentivoglio, was voor Julius een confrontatie met de Noord-Italiaanse republiek onvermijdelijk.
Steun kwam er van Maximiliaan I, die besloot de republiek aan te vallen. De aanstaande keizer, die op weg was naar Rome voor zijn kroning, trok in februari 1508 op naar Vicenza waar zijn legers echter door Venetië werden verslagen. Een tweede aanval mislukte ook en ging zelfs ten koste van de stad Triëst, waardoor Maximiliaan I gedwongen werd een bestand te sluiten met Venetië.
Hierop besloot Julius II alle christelijke landen op te roepen om Venetië te onderwerpen. Op 10 december 1508 werd de Liga van Kamerijk opgericht, waaraan Frankrijk, het Heilige Roomse Rijk en Ferdinand van Aragon samen met de Kerkelijke Staat deelnamen. Bepaald werd dat, na een overwinning van de liga, de gebieden verdeeld zouden worden onder de deelnemers. Voor Julius betekende dit de teruggave van onder andere de steden Rimini en Ravenna.
In 1509 plaatste Julius II de stad Venetië onder interdict, gevolgd door een oorlogsverklaring aan de republiek. Een verzoeningspoging richting de paus waarbij de steden Faenza en Rimini zouden worden teruggeven kwam te laat, doordat Lodewijk XII al met 40.000 man was opgetrokken tegen Venetië. Bij het Italiaanse Agnadello werden de Venetianen op 14 mei 1509 definitief verslagen, wat in Rome uitbundig gevierd werd.
Toch meende de republiek dat haar rol niet geheel uitgespeeld was. Terwijl vredesonderhandelingen met het Vaticaan plaatsvonden, werd tegelijkertijd de Ottomaanse sultan benaderd om hen te steunen. Na een aanvankelijk succesvolle campagne waarbij de Venetianen de steden Padua en Mantua opnieuw innamen, trokken zij op naar Ferrara. De hertog Alfonso I d'Este, strijdend aan de zijde van de paus, bracht een beslissende nederlaag toe aan de Venetiaanse vloot.
Op 24 februari 1510 volgde een vrede tussen de Kerkelijke Staat en Venetië, zij het onder strenge voorwaarden: het pauselijk gezag over de steden in de Romagna moest worden erkend en de Venetianen verloren het exclusieve recht op het bevaren van de Adriatische Zee. Op kerkelijk gebied was het niet langer toegestaan om vacante kerkelijke functies zelf in te vullen en hoefden geestelijken niet langer belastingen te betalen. Hoewel de Venetiaanse senaat akkoord was gegaan, werd in Venetië zelf bepaald, dat de vrede onder dwang tot stand was gekomen en dat ze overtreden mocht worden, wanneer de gelegenheid zich daartoe voordeed.
- Frankrijk

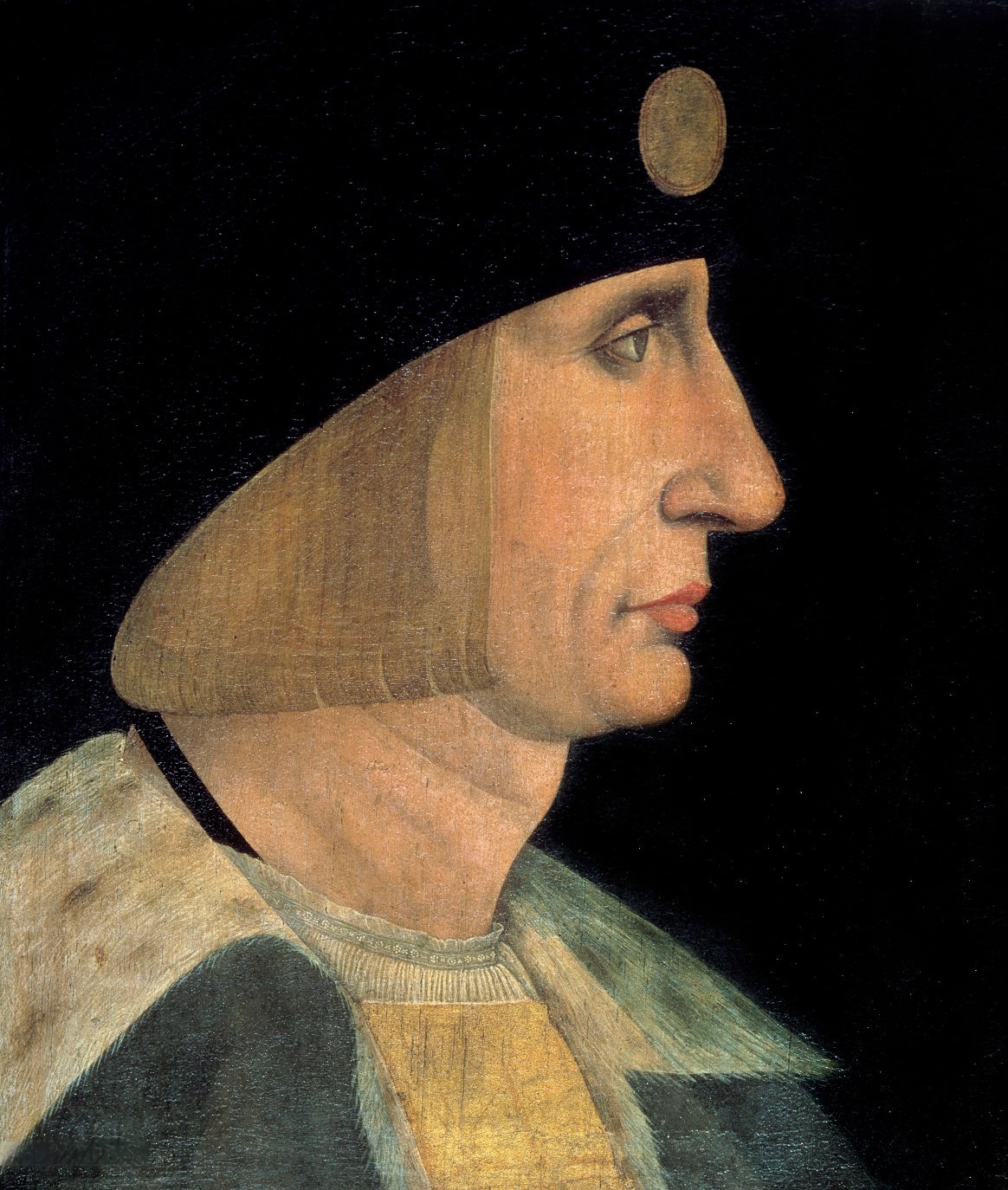
Lodewijk XII, koning van Frankrijk

Voor de Fransen ging dit niet ver genoeg, omdat zij een totale vernietiging van de republiek nastreefden, waardoor hun invloedssfeer in Noord-Italië uitgebreid kon worden. Dit was echter tegen de wil in van Julius II, die weliswaar geen Venetiaanse inmenging duldde in de Kerkelijke gebieden, maar ook een verdrijving van alle buitenlandse mogendheden uit de Italiaanse gebieden nastreefde. Om dit te realiseren zocht Julius in 1510 de steun van diverse Europese mogendheden, die er echter op dat moment niets voor voelden een oorlog te voeren tegen Frankrijk. Steun kwam van de Zwitserse federatie en Venetië, waarop Julius II een strijdplan opstelde gericht tegen alle Franse gebieden: Genua, Verona, Milaan en Ferrara.
Had het hertogdom Ferrara kort daarvoor nog aan de zijde van de paus gevochten, na het afsluiten van de vrede met Venetië waren de aanvallen op Venetië met steun van de Fransen doorgegaan. In juli 1510 startte Julius de campagne tegen Ferrara. De pauselijke troepen, onder leiding van Francesco Maria della Rovere, hertog van Urbino, boekten al snel successen, waardoor Alfonso I d’Este de paus benaderde om tot een compromis te komen en zo de val van Ferrara te voorkomen. Julius II wees dit plan resoluut af en excommuniceerde de hertog op 9 augustus 1510. Tevens besloot de paus in eigen persoon af te reizen naar Ferrara, vergezeld van de meeste van zijn kardinalen.
Bij aankomst in Bologna werd de paus ziek. Ook bereikte hem het nieuws, dat de Zwitsers zich hadden teruggetrokken en de Fransen op het punt stonden op te trekken tegen Bologna. Ondanks zijn ziekte bleef Julius strijdlustig en beval hij zijn neef Francesco op te trekken tegen onder meer het door de Fransen bezette Mirandola. Omdat resultaat uitbleef besloot Julius begin januari 1511 zelf weer het commando te voeren, waarna op 17 januari het beleg van de stad begon. Na drie dagen werd de stad overwonnen.
In mei 1511 kwam een grote terugslag: Franse legers veroverden de stad Bologna en de macht van de familie Bentivoglio werd weer hersteld. Op zoek naar een schuldige voor dit debacle sommeerde Julius II zijn legeraanvoerder Francesco della Rovere en de pauselijke legaat voor Bologna, kardinaal Francesco Alidosi, zich voor hem te verantwoorden; dit vond echter geen doorgang omdat Francesco daags voor de ontmoeting met de paus de kardinaal doodstak. Als gevolg van deze ontwikkelingen besloot Julius II terug te keren naar Rome.
Op zijn terugreis werd de paus geïnformeerd over het voorgenomen plan van Lodewijk XII van Frankrijk en Maximiliaan I om een algemeen concilie bijeen te roepen. Een groep van voornamelijk Franse kardinalen was in augustus 1510 niet met de paus afgereisd voor de oorlog met Ferrara maar had besloten af te reizen naar Milaan. Hiermee bewezen zij hun trouw aan de Franse koning, die tijdens een synode in Orléans (en later in Tours) in 1510 duidelijk had gemaakt, dat hij zijn rechten over de Italiaanse gebieden zou laten doen gelden, zelfs als dat zou leiden tot een oorlog met de Kerkelijke Staat. Het was niet een Franse kardinaal, maar de Spaanse kardinaal Bernardino López de Carvajal, die het initiatief nam om de paus ter verantwoording te roepen. Samen met de kardinalen Federico Sanseverino, René de Prie, Francisco de Borja en Guillaume de Briçonnet tekende hij op 16 mei 1511 een document, waarin opgeroepen werd tot een concilie in Pisa, waarvoor de paus gesommeerd werd zich te verantwoorden voor zijn vijandig optreden. De datum voor de eerste bijeenkomst van dit concilie werd vastgesteld op 1 september 1511, maar zou worden uitgesteld tot 5 november van dat jaar.
Het verlies van Bologna en de opstand van de kardinalen, gesteund door wereldlijke leiders, eisten hun tol. In de periode 23 tot 27 augustus 1511 werd Julius II zo ziek, dat voor zijn leven gevreesd werd. De paus genas echter en maakte al snel daarna weer plannen om de Fransen en de kardinalen in Noord-Italië aan te pakken. Nadat hij in juli al had opgeroepen tot een kerkelijk concilie te Rome, richtte hij op 4 oktober 1511 samen met Venetië en Spanje de Heilige Liga op die gericht was tegen Frankrijk. Engeland zou zich op 17 november van dat jaar ook aansluiten. Op 24 oktober volgde de excommunicatie van de rebellerende kardinalen die tevens al hun beneficiën verloren.
Ondanks deze pauselijke maatregelen werd het concilie in Pisa doorgezet. Op 5 november vond de opening plaats, maar de president, Bernardino López de Carvajal werd al snel gedwongen de vergadering te verplaatsen doordat de inwoners van Pisa in opstand kwamen. Zij vreesden een pauselijk interdict. Hierop werd besloten de vergadering in Milaan voort te zetten. Daar liet López de Carvajal zich op 7 november 1511 uitroepen tot de nieuwe paus, waarbij hij de naam Martinus VI aannam.
In de winter van 1511 werd het offensief tegen Frankrijk ingezet. Vanuit Napels trokken Spaanse troepen naar het noorden, legers uit de Zwitserse kantons trokken zuidwaarts over de Alpen en de Engelse koning Hendrik VIII – overgehaald door Julius II met Parmezaanse kaas en Griekse wijn – organiseerde een inval in Noord-Frankrijk. Opnieuw stelde de Zwitserse inbreng teleur, omdat zij op het laatste moment besloten zich terug te trekken als resultaat van Franse omkooppraktijken. In januari 1512 werd echter het eerste succes geboekt, toen Venetiaanse troepen de stad Brescia veroverden en het Spaanse leger de stad Bologna belegerde.

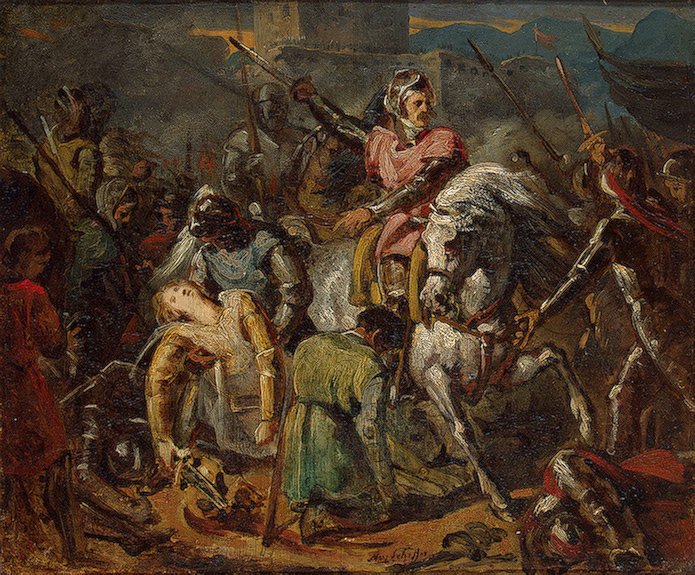
Slag bij Ravenna, dood van Gaston van Foix-Nemours

In de maanden februari en maart keerde het tij, mede door de strategische inzichten van de jeugdige Franse legeraanvoerder Gaston van Foix-Nemours. De door Frankrijk in de winter verloren gebieden werden grotendeels heroverd en het beleg van Bologna werd geslecht. De Fransen trokken met de steun van het leger van Ferrara op naar Ravenna, een belangrijke plaats voor de Heilige Liga, omdat zich in die stad de arsenalen van de liga bevonden. Op 11 april 1512 vond bij de stad een grote slag plaats, waarbij naar schatting 12.000 soldaten het leven verloren, onder wie Foix-Nemours.
Het definitieve einde van de oorlog tegen Frankrijk begon vorm te krijgen in juni van 1512. Na de dood van hun legerleider hadden de Franse troepen hun opmars tijdelijk gestaakt. De terugtrekking van de troepen van Maximiliaan I die aan Franse zijde gevochten hadden, resulteerde in een halvering van de voor Frankrijk beschikbare mankrachten. Aanvullende troepen kon Lodewijk XII op dat moment niet sturen, omdat Frankrijk zelf van twee kanten belaagd werd: Hendrik VIII was met troepen in Noord-Frankrijk geland en Spaanse troepen stonden op het punt de Pyreneeën over te trekken. Er restte de Franse koning niets anders dan zich terug te trekken uit Italië.
Ondanks de feestvreugde in Rome was er voor Julius nog geen einde gekomen aan zijn oorlogen. In augustus werd aan Spaanse troepen de opdracht gegeven Florence te straffen voor hun vijandigheid ten opzichte van de Kerkelijke Staat, in het bijzonder inzake het toestaan van een quasiconcilie op hun grondgebied. Ook deze veldtocht verliep succesvol, niet zozeer door de militaire acties maar wel door het afschrikkingselement dat de Spaanse troepen uitoefenden. Een opstand van Medicisympathisanten leidde ertoe, dat Piero Soderini uit de stad vluchtte waardoor de macht van de Medici in Florence weer hersteld werd.
De gedwongen aftocht van de Franse legers uit Milaan dwong de deelnemers aan het schismatische concilie om opnieuw een andere locatie te kiezen. Na eerst in Asti te hebben vergaderd vond de laatste vergadering plaats in het Franse Lyon. Een beoogde hervorming van de kerk bleef uit en resulteerde uiteindelijk in een absolute afwijzing door de deelnemers aan het Vijfde Lateraanse Concilie.
Wat Julius II voor ogen had gestaan was aan het einde van de zomer 1512 bereikt: de Kerkelijke Staat was hersteld en Frankrijk was verdreven uit de Italiaanse gebieden. De verdrijving van buitenlandse invloeden binnen alle Italiaanse gebieden was echter mislukt. Het zuidelijk deel was immers in handen van de Spanjaarden. In zijn laatste uren sprak Julius met kardinaal Grimani over de Spanjaarden in Napels, waarbij hij gezegd zou hebben dat, als God hem langer had laten leven, hij de Napolitanen ook zou bevrijden van de Spanjaarden.

#### Julius II als mecenas
Al voor zijn pontificaat had Julius II diverse bouwkundige projecten op zich genomen. Als voorbeelden hiervan golden de versterking van het klooster van Santa Maria di Grottaferrata en de verbetering van de vestingwerken in Ostia en Rome. Vanaf zijn aantreden als paus nam hij de opbouw van de stad Rome op zich, waarbij hij onder meer de Via Giulia liet aanleggen, een verkeersader waarlangs de verschillende kantoren van het bestuursapparaat opgetrokken zouden moeten worden, een plan dat niet gerealiseerd zou worden.
Julius wordt beschouwd als de oprichter van het Vaticaans museum. Aanleiding hiertoe was onder meer de vondst van het Oudgriekse beeldhouwwerk de “Laocoöngroep” op 14 januari 1506 in een wijngaard in Rome. Nadat Michelangelo en Giuliano da Sangallo de authenticiteit en importantie van het kunstwerk hadden bevestigd, besloot Julius het beeldhouwwerk te kopen en een maand later voor het publiek ten toon te stellen.
Voor de restauratie en decoratie van de verschillende kerken en paleizen werden opdrachten verleend aan tal van kunstenaars, zoals (Pollaiolo, Perugino, Pinturicchio en Il Sodoma), maar waarvan er drie grote naam zouden maken: Bramante, Michelangelo en Rafaël.
Voor al deze projecten steunde Julius II op Agostino Chigi, een bevriende bankier uit Siena, die door de paus aangesteld werd als zijn financiële adviseur. Om de macht van de Florentijnse bankiers te breken richtte Chigi op verzoek van Julius in Rome diverse financiële instellingen op aan de Via dei Banchi Nuovi. Als dank voor zijn trouw aan de paus stond laatstgenoemde de familie Chigi toe om in hun familiewapen het wapensymbool van de familie Della Rovere te voeren: de (winter)eik.

##### Donato Bramante

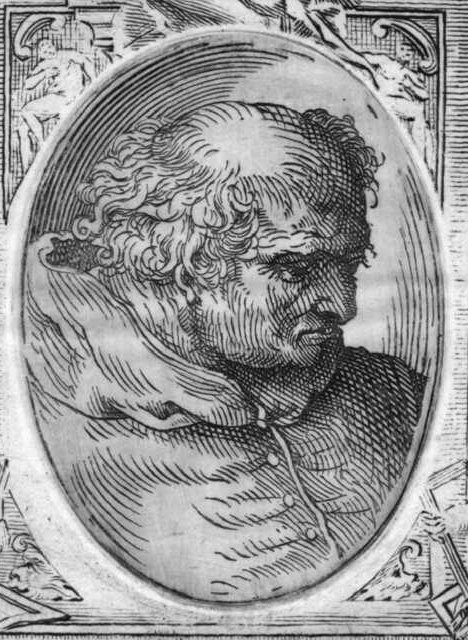
Donato Bramante

Het plan om de oude Sint-Pietersbasiliek te restaureren was al ontstaan bij de terugkeer van de pausen uit hun Babylonische ballingschap in Avignon. Het gebouw was op diverse plaatsen aan het verzakken en voldeed niet meer aan de eisen van die tijd. Hoewel Julius II aanvankelijk een grootschalige restauratie van de basiliek voor ogen stond, besloot hij in 1503 alsnog tot de volledige nieuwbouw van een basiliek op het graf van de eerste paus Petrus. De financiering van dit megaproject kwam weliswaar deels tot stand door de verkoop van aflaten, maar een grote bron van inkomsten werd toch vooral gevonden in de opbrengsten van de aluinmijnen die zich in de kerkelijke staten bevonden en die er in 1461 ontdekt werden.
Als architect werd Donato Bramante benaderd, die voor Julius tijdens zijn kardinaalschap al het ontwerp van de Tempietto had gemaakt, een voorbeeld van de bouwstijl van de Hoog-Renaissance. Opmerkelijk was dat Julius hierbij Giuliano da Sangallo passeerde, die in het verleden verschillende opdrachten voor Julius had gerealiseerd. Na de dood van Bramante zou hij alsnog, zij het voor slechts negen maanden, meewerken aan het project.
De bouw van de nieuwe Sint-Pieter stuitte op grote weerstand onder de bevolking – Bramante kreeg hierdoor de bijnaam “ruinante” – doordat in hun ogen bij de afbraak vele graven van onder andere heiligen geruimd zouden moeten worden. Bovendien gold de Sint-Pieter als centraal middelpunt van het aanzien van de kerk, iets wat de stad door de nieuwbouw lange tijd zou moeten ontberen. Toch achtte Julius nieuwbouw noodzakelijk om zo de grandeur van Rome te onderstrepen, maar ook om zo zijn eigen naam aan de opbouw van Rome te verbinden; immers zijn voorgenomen plan voor een groot grafmonument ter ere van zichzelf had in die tijd vorm gekregen, zij het dat het vanaf 1506 sterk naar de achtergrond werd geschoven. Na diverse ontwerpen van Bramante, waarbij hij als basis uitging van een Grieks kruis, werd op 18 april 1506 in aanwezigheid van de paus en enkele kardinalen de eerste steen gelegd voor de nieuwe basiliek.
Bramante wijdde vanaf dat moment de rest van zijn leven aan de bouw van de Sint-Pieter. Na zijn dood in 1514 zouden verschillende architecten, onder wie Rafaël Santi en Michelangelo, zijn werk voortzetten. Over Bramante gaat het verhaal, dat hij Julius zou hebben aangezet om de beschildering van het plafond van de Sixtijnse Kapel te gunnen aan Michelangelo; dit advies zou niet zozeer zijn voortgekomen uit de bewondering die Bramante had voor Michelangelo, maar meer door zijn afkeer van de beeldhouwer, die hij hiermee een hak hoopte te zetten, omdat Michelangelo met het medium frescoschilderen vrij onbekend was.

##### Michelangelo Buonarroti

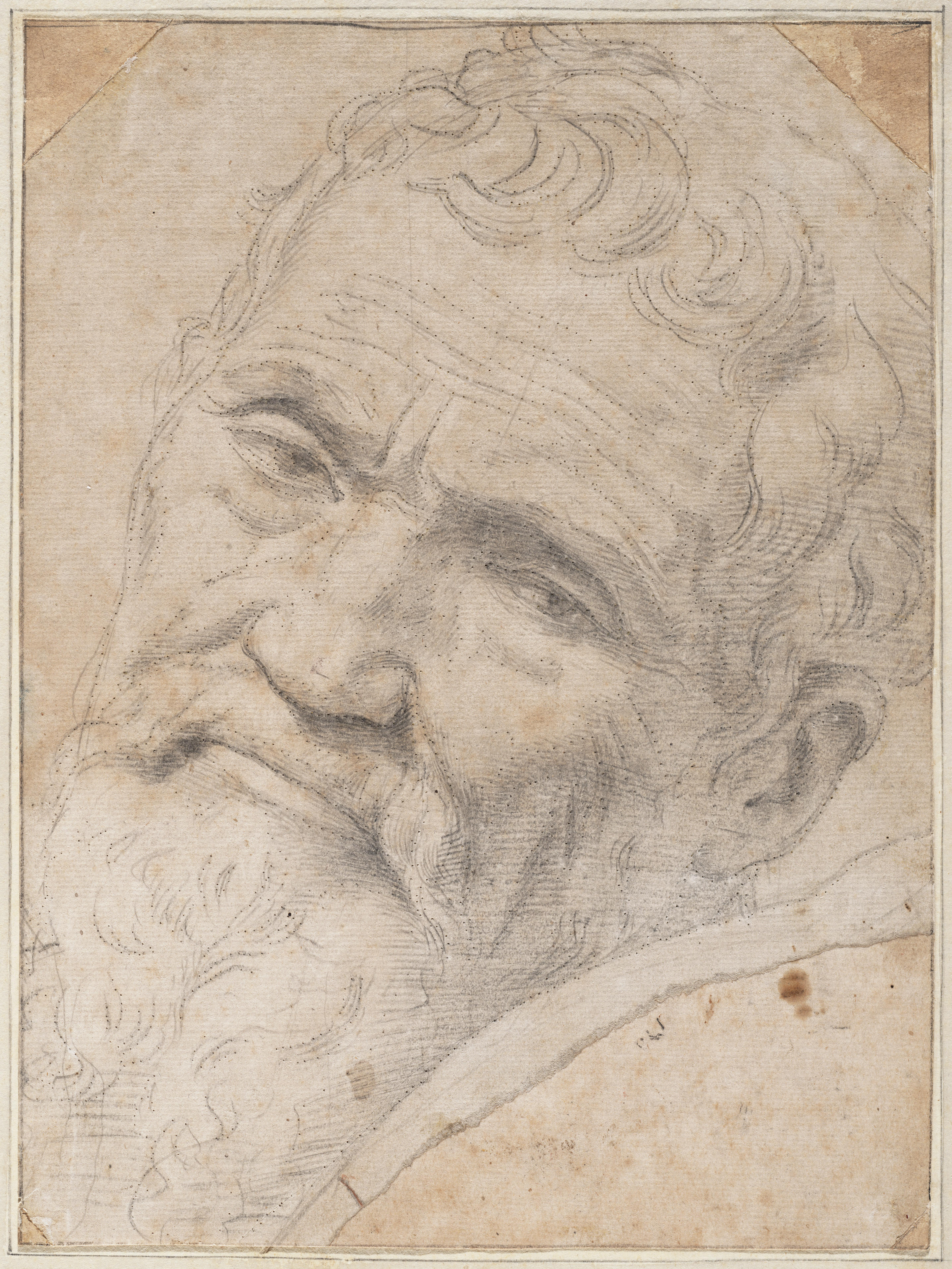
Michelangelo Buonarroti

Julius kwam in aanraking met het werk van Michelangelo onder meer door zijn in opdracht van kardinaal Jean Bilhères de Lagraulas vervaardigde Pièta, die zich bevond in de voormalige kapel "Santa Petronila" van de oude Sint-Pietersbasiliek. Maar ook zijn David, in 1504 gereedgekomen in Florence, had bijgedragen aan de faam van de kunstenaar.
Voor de vervaardiging van zijn grafmonument meende Julius, dat Michelangelo de meest geschikte kandidaat was, waarop de kunstenaar in 1505 benaderd werd. Door de omvang van het project raakte Michelangelo uiteindelijk geïnteresseerd en was zelf naar Carrara vertrokken om daar het beste marmer te halen. Bij terugkeer in Rome werd duidelijk dat Julius II grotere prioriteit gaf aan de nieuwe basiliek. Hierdoor werd het grafmonument naar de achtergrond verdreven, wat Michelangelo deed besluiten uit Rome te vertrekken.
Ondanks herhaalde verzoeken van de paus tot terugkeer was het pas in 1507, na de overwinning van Julius’ legers op Bologna, dat de kunstenaar bereid was weer in contact te komen met de paus, die gelijk een andere opdracht had: de vervaardiging van een bronzen standbeeld van de paus voor de San Petronio in Bologna. Hoewel de kunstenaar niet bekend was met de kunst van bronsgieten, slaagde hij erin om in 1508 het beeld op te leveren.
Na dit succes kende Julius II op advies van Bramante aan Michelangelo een andere opdracht toe, namelijk de beschildering van het plafond van de Sixtijnse Kapel. Het maken van fresco’s was opnieuw een techniek die Michelangelo niet beheerste maar na een bedenkperiode besloot hij toch de opdracht aan te nemen.
Het resultaat zou uiteindelijk gerekend worden tot de hoogtepunten van de frescokunst tijdens de Renaissance, hoewel conservatieve tijdgenoten – onder wie de latere paus Adrianus VI – tegen de uitgebeelde naakten protesteerden.
De tombe voor Julius II, door Michelangelo aangeduid als “de tragedie van de tombe”, zou pas in februari 1545 opgeleverd worden. Hierdoor werd het oorspronkelijke bouwplan niet gerealiseerd; een vrijstaand mausoleum in de Sint-Pieter met Julius II zelf centraal afgebeeld als heerser. Van de veertig voor het monument bedoelde beelden geldt het beeld Mozes als een van de hoogtepunten van Michelangelo’s beeldhouwkunst; dit bevindt zich momenteel op het kleinere grafmonument voor Julius II in de San Pietro in de Vincolibasiliek te Rome.
Uiteindelijk zou de tanende macht van de familie Della Rovere onder invloed van de Medici er de oorzaak van zijn dat de interesse voor de vervolmaking van het monument na Julius’ dood snel afnam.

##### Rafaël Santi

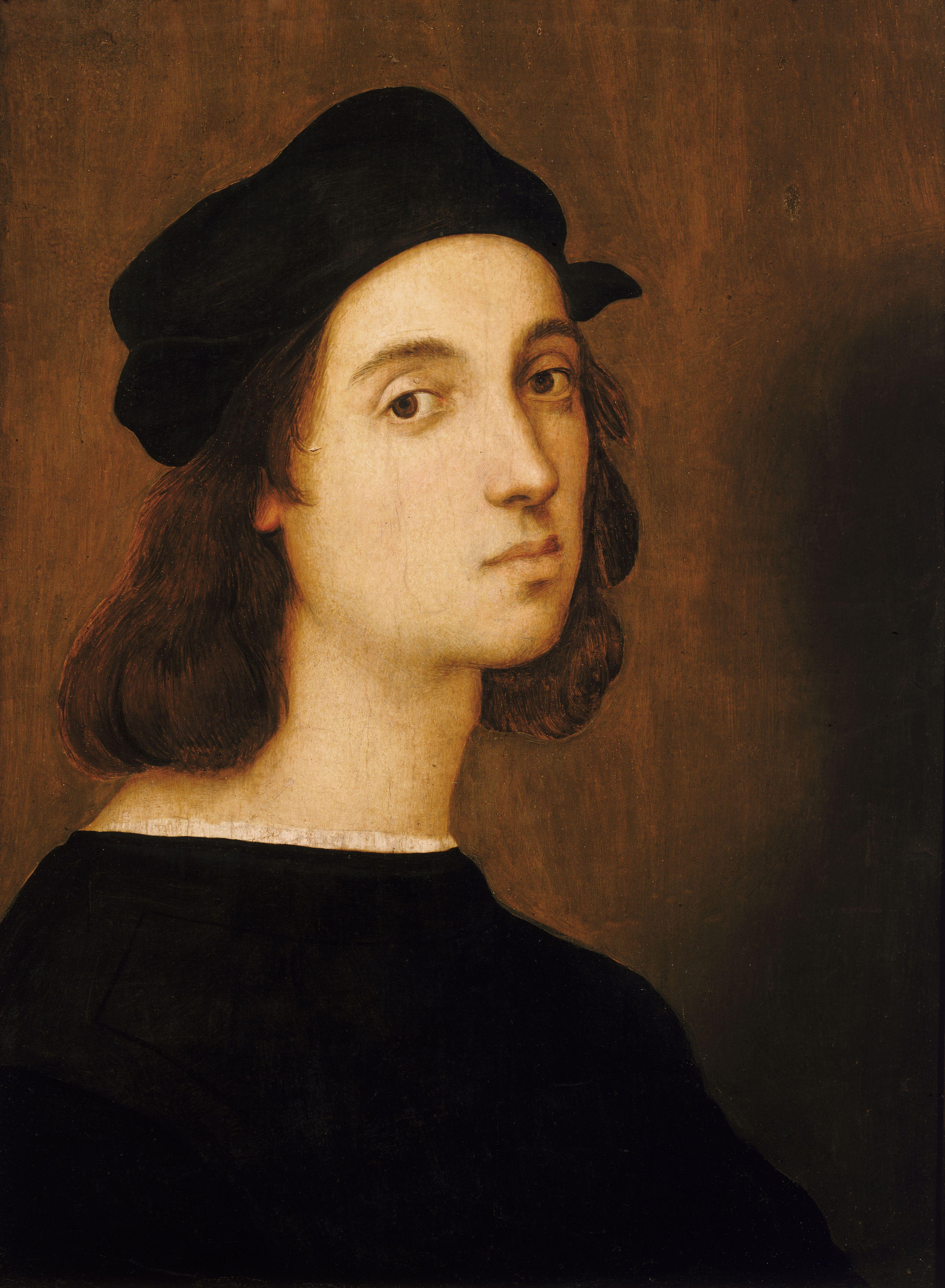
Rafaël Santi

De decoratie van de nieuwe privévertrekken van Julius werd ook een aandachtspunt. Julius had namelijk besloten, dat hij niet langer gebruik wenste te maken van de vertrekken die bewoond waren geweest door paus Alexander VI. “Zijne Heiligheid kon daar niet langer wonen in de aanwezigheid van de herinnering aan die verdorven en misdadige man”..
Op voordracht van Bramante werd een groep van vooraanstaande schilders onder wie Pinturicchio, bij de paus aanbevolen om de decoratie op zich te nemen. Het was echter de jonge schilder uit Urbino, Rafaël Santi, die de aandacht trok van de paus. Door de uitvoering van zijn eerste fresco de School van Athene vestigde Rafaël zijn naam aan het pauselijk hof, waardoor Julius II op 4 oktober 1509 besloot hem tot scriptor brevium te benoemen, goed voor een vast jaargeld en een aanstelling tot pauselijk hoveling. Tevens werd Rafaël (en zijn atelier) verantwoordelijk voor de decoratie van alle kamers.
Met de decoratie van de privévertrekken van Julius II, die bekend werden als de Stanze di Raffaello, verbeeldde de schilder de macht van de kerk en de rol die de paus daarin speelde. Door allegorieën of symboliek werden ook aspecten met betrekking tot Julius’ pontificaat verwerkt. Zo is het decor van de School van Athene een kerk in aanbouw, wat zou verwijzen naar de nieuwbouw van de Sint-Pieter.

##### Julius II als onderwerp in de kunst
Als mecenas van de kunsten werd Julius zelf verscheidene malen afgebeeld, waarbij het portret van Rafaël Santi geldt als het bekendste. Van dit portret zijn drie versies in omloop die zich bevinden in de National Gallery te Londen – algemeen beschouwd als het origineel -, het Uffizi-museum te Florence – een kopie van leerlingen van Rafaël – en in het Palazzo Pitti, in Florence – toegeschreven aan Titiaan. Volgens Giorgio Vasari (1511-1574), schilder en biograaf, was het portret zo levensecht, dat het mensen die het portret zagen deed sidderen omdat ze dachten oog in oog met de paus zelf te staan.
Opvallend aan het schilderij is, dat de paus afgebeeld wordt met een baard, die hij als rouwbeklag had laten staan in de aanloop van de val van Bologna in 1511. Het dragen van een baard door geestelijken was binnen de Rooms-Katholieke Kerk ongebruikelijk. Gladgeschoren gezichten en de tonsuur waren symbolen waarmee de geestelijkheid zich onderscheidde van de leken en die daardoor bijdroeg aan de status van de geestelijkheid. De heilige Sint-Petrus zou hierbij het voorbeeld gesteld hebben.
Julius’ beslissing om zijn baard te laten groeien na het verlies van Bologna kende een precedent. Julius Caesar besloot, na een nederlaag in 54 v.Chr. waarbij circa 9000 Romeinse soldaten werden vermoord door de Eburonen, dat hij zijn baard en haren zou laten groeien totdat hij zich had gewroken.
In zijn Juliande heeft Erasmus een meer satirische verklaring voor Julius’ baard:

Julius: … Toen de Fransen de winnaars leken, keek ik al rond mij heen voor een goede verstopplaats; toen mijn situatie bijna wanhopig leek, liet ik een lange witte baard groeien als vermomming.

Nadat de Fransen verdreven waren, werd de baard door Julius II weer afgeschoren.
Julius' afbeelding wordt ook teruggevonden op drie van de vier fresco’s van de Stanza di Eliodoro. Op het fresco De verdrijving van Heliodorus uit de tempel is hij afgebeeld als een toeschouwer, zittend op een draagstoel. Het fresco Mis in Bolsena toont de paus in aanbidding voor de eucharistie. Op dit fresco zijn ook andere leden van de familie Della Rovere afgebeeld: Felice (als kind) en de kardinalen Leonardo en Rafael Riario. Op de Justitiawand van de Stanza della Segnatura wordt Julius II afgebeeld als wetgever. Achter de troon van de paus staan de kardinalen Giovanni de Medici en Alessandro Farnese, respectievelijk de latere pausen Leo X en Paulus III.
Latere werken waarop Julius II wordt afgebeeld zijn van de hand van Sebastiano Ricci, waarop de ontvangst van kardinaal Farnese – de latere paus Paulus III – bij de paus wordt weergegeven en het werk van Emile Vernet, waarop afgebeeld wordt hoe Julius II aan de kunstenaars Michelangelo, Bramante en Rafaël de opdracht geeft om het Vaticaan en de Sint-Pieter te herbouwen. In de bibliotheek van Rotterdam bevindt zich een houtsnede, gemaakt door Hans Burgkmair, met het portret van paus Julius II.
Op een werk van Albrecht Dürer (Nationaal Museum te Praag) zien we Julius II in aanbidding van de Maagd Maria met het kind.
Een beeldhouwwerk van Julius II, liggend aan de voeten van de Maagd Maria, vinden we terug op het door Michelangelo vervaardigde grafmonument. Een ander standbeeld bevindt zich in de Italiaanse stad Ascoli Piceno, dat werd gemaakt ter ere van Julius II in 1510 als “dank voor de verdrijving van de tirannie en de terugkeer van de vrijheid”.
Daarnaast kan de beeltenis van Julius teruggevonden worden op de diverse munten en herinneringsmedailles die uitgegeven werden tijdens zijn pontificaat.

#### Religieus-kerkelijke zaken
Ondanks zijn grote betrokkenheid bij de diverse oorlogen en het patronaat van de kunsten waren er verschillende religieuze zaken die de aandacht kregen van Julius II. Volgens de Catholic Encyclopedia was Julius “… vrij van nepotisme, woonde dagelijks de mis bij, die hij zelf vaak opdroeg …” en zou hij begaan zijn met het lot van de armen. Religieuze vraagstukken die Julius in behandeling nam, kwamen vooral van de kant van de wereldlijke leiders, dienden tot de verbetering van de positie van de kerk of waren specifiek gericht tegen de roep om hervorming.
In 1503 werd Julius II door Ferdinand II van Aragón benaderd om een dispensatie te verlenen voor het huwelijk van zijn dochter Catharina van Aragón met de toekomstige koning van Engeland, Hendrik VIII. Catharina was aanvankelijk getrouwd geweest met Hendriks broer Arthur, die echter enkele maanden na het huwelijk door ziekte was overleden. Hoewel volgens Catharina het huwelijk nooit geconsummeerd was, achtten haar ouders het toch verstandig een pauselijke dispensatie aan te vragen. Op 26 december 1503 werd deze door Julius verleend. Later zou deze dispensatie een discussiepunt worden bij het verkrijgen van een pauselijke goedkeuring voor de ontbinding van Hendriks huwelijk.
Met zijn bul Illius fulciti uit 1504 gaf Julius II de aanzet tot de oprichting van de eerste kerkelijke provincie op Hispaniola. Centrum werd het aartsbisdom Hyaguata waaraan twee suffragane bisdommen verbonden waren, Magua en Bayuana. Intentie van de bul, zoals verwoord door de paus, was om “het woord van God te verspreiden en de ongelovigen en barbaren te bekeren tot het ware geloof.” De bul stuitte echter op grote weerstand van koning Ferdinand II van Aragón, omdat hierdoor de kerk tevens een claim legde op de inkomsten verkregen uit de goud- en zilverwinning.
Pas zeven jaar later, op 8 augustus 1511, volgde de bul Pontifex Romanus, waarin de bul uit 1504 betreffende de oprichting van de bisdommen werd vernietigd en waarbij nieuwe bisdommen werden opgericht: twee op Hispaniola (Santo Domingo en Concepción de la Vega) en een op het eiland San Juan, het huidige Puerto Rico. Alle drie de bisdommen waren suffragane bisdommen van het aartsbisdom van Sevilla.
Om tegemoet te komen aan de kritiek betreffende de wijze waarop de afgelopen jaren een pauskeuze tot stand gekomen was, vaardigde Julius II de bul Cum tanto Divino uit, waarin paal en perk gesteld werd aan omkooppraktijken tijdens een conclaaf. Kardinalen die zich hieraan schuldig maakten zouden direct worden geëxcommuniceerd en een eventueel gekozen paus zou als ketter beschouwd worden. Tijdens het Vijfde Lateraans Concilie werd dit standpunt bevestigd in een andere bul, Si summus rerum opifex.
Als belangrijkste beslissing op religieuskerkelijk gebied wordt het bijeenroepen van het Vijfde Lateraanse Concilie beschouwd. Hoewel Julius II bij zijn aantreden de belofte had gedaan om binnen twee jaar na zijn benoeming een algemeen concilie te organiseren, was het pas in 1511 als reactie op het quasiconcilie in Pisa dat hem hiertoe uiteindelijk deed besluiten. Met zijn bul Sacrosanctae Romanae Ecclesiae werden kardinalen opgeroepen naar Rome te komen en deel te nemen aan de kerkvergadering. In totaal zouden er twaalf sessies plaatsvinden, vijf tijdens het pontificaat van Julius II en zeven tijdens diens opvolger Leo X.
Hoofdpunten tijdens de eerste vijf sessies werden de veroordeling en verwerping van het concilie van Pisa en de herroeping en nietigverklaring van de Franse Pragmatieke Sanctie van Bourges uit 1438. Hiermee werd de suprematie van de paus opnieuw bevestigd en de invloed van een algemeen concilie verworpen. Pas onder paus Leo X richtten de deelnemers aan het concilie zich op eventuele hervormingen binnen de kerk, die uiteindelijk geen concrete voorstellen of wetgeving zouden opleveren.
Op religieus-cultureel gebied richtte Julius de nu nog bestaande Capella Julia op, een opleidingsinstituut voor koorleden, die een plek in het grotere koor, de Capella Sistina, ambieerden.
Tijdens zes consistories benoemde Julius II in totaal 27 kardinalen. Hieronder bevonden zich vijf familieleden (kardinaal-nepoten), vijf kandidaten die voorgedragen waren door buitenlandse vorsten en tien leden van adellijke families. Julius’ benoemingen hadden echter een belangrijk effect op de samenstelling van het College van Kardinalen naar nationaliteit. De aanstellingen van paus Alexander VI hadden ertoe geleid dat de invloed van Spaanse kardinalen binnen het college aanzienlijk was toegenomen. Bij Julius’ keuze waren er nog dertien stemgerechtigde Spaanse kardinalen aanwezig (goed voor zo’n 34% van de stemmen). Bij de verkiezing van de opvolger van Julius, Leo X, was hun aandeel teruggebracht naar drie (12%). Hierdoor was het Italiaanse aandeel bij de keuze van een nieuwe paus weer “hersteld”.
| Kardinaal                                          | Kardinaal                        | Titelkerk                        | Bijzonderheid                          | Herkomst                         |
| 1e consistorie: 29 november 1503                   | 1e consistorie: 29 november 1503 | 1e consistorie: 29 november 1503 | 1e consistorie: 29 november 1503       | 1e consistorie: 29 november 1503 |
| -------------------------------------------------- | -------------------------------- | -------------------------------- | -------------------------------------- | -------------------------------- |
| Clemente Grosso della Rovere                       | (1462-1504)                      | Ss. XII Apostoli                 | Neef van de paus                       | Italië                           |
| Galeotto Franciotti della Rovere                   | (1471-1507)                      | Sint-Petrus Banden               | Neef van de paus                       | Italië                           |
| Juan de Zuñiga y Pimentel                          | (1465-1504)                      | Ss. Nereo ed Achilleo            | Op voordracht Spaanse vorsten          | Spanje                           |
| François Guillaume de Castelnau de Clermont-Ludève | (1480-1541)                      | San Adriano                      | Franse adel                            | Frankrijk                        |
| 2e consistorie: 1 december 1505                    |                                  |                                  |                                        |                                  |
| Marco Vigerio della Rovere                         | (1446-1516)                      | Santa Maria in Trastevere        | Neef van de paus                       | Italië                           |
| Robert Guibé                                       | (1460-1513)                      | Santa Anastasia                  | Op voordracht van Anna van Bretagne    | Frankrijk                        |
| Leonardo Grosso della Rovere                       | (1464-1520)                      | Ss. XII Apostoli                 | Neef van de paus                       | Italië                           |
| Antonio Ferrero                                    | (?-1508)                         | San Vitale                       | Lid van de Curie                       | Italië                           |
| Francesco Alidosi                                  | (1460-1511)                      | Ss. Nereo ed Achilleo            | Op voordracht van Lodewijk XII         | Italië                           |
| Fazio Giovanni Santori                             | (1447-1510)                      | Santa Sabina                     | -                                      | Italië                           |
| Gabriele de' Gabrieli                              | (1445-1511)                      | Santa Agata in Suburra           | Italiaanse adel                        | Italië                           |
| Carlo Domenico del Carretto                        | (1454-1514)                      | Ss. Vito e Modesto               | Italiaanse adel                        | Italië                           |
| Sigismondo Gonzaga                                 | (1469-1525)                      | Santa Maria Nuova                | Italiaanse adel                        | Italië                           |
| 3e consistorie: 18 december 1506                   |                                  |                                  |                                        |                                  |
| Jean-François de la Trémoille                      | (1465-1507)                      | -                                | Franse adel                            | Frankrijk                        |
| René de Prie                                       | (1451-1519)                      | Santa Lucia in Septisolio        | Franse adel                            | Frankrijk                        |
| Louis d'Amboise                                    | (1479-1511)                      | Ss. Marcellino e Pietro          | -                                      | Frankrijk                        |
| 4e consistorie: mei 1507                           |                                  |                                  |                                        |                                  |
| Francisco Jiménez de Cisneros                      | (1436-1517)                      | Santa Balbina                    | Op voordracht van Ferdinand van Aragon | Spanje                           |
| 5e consistorie: 11 september 1507                  |                                  |                                  |                                        |                                  |
| Sisto Gara della Rovere                            | (1473-1517)                      | Sint-Petrus Banden               | Neef van de paus                       | Italië                           |
| 6e consistorie: 10 maart 1511                      |                                  |                                  |                                        |                                  |
| Christopher Bainbridge                             | (1464-1514)                      | Ss. Marcellino e Pietro          | Op voordracht van Hendrik VIII         | Engeland                         |
| Antonio Maria Ciocchi del Monte                    | (1462-1533)                      | San Vitale                       | -                                      | Italië                           |
| Pietro Accolti                                     | (1455-1532)                      | San Eusebio                      | Italiaanse adel                        | Italië                           |
| Achille Grassi                                     | (1456-1523)                      | San Sisto                        | Italiaanse adel                        | Italië                           |
| Francesco Argentino                                | (1450-1511)                      | San Clemente                     | -                                      | Italië                           |
| Matthäus Schiner                                   | (1465-1522)                      | San Pudenziana                   | -                                      | Zwitserland                      |
| Alfonso Petrucci                                   | (1491-1517)                      | San Teodoro                      | Italiaanse adel                        | Italië                           |
| Bandinello Sauli                                   | (1494-1518)                      | San Adriano                      | Italiaanse adel                        | Italië                           |
| Matthäus Lang von Wellenburg                       | (1469-1540)                      | San Angelo in Pescheria          | -                                      | Duitsland                        |
| *Kardinaal-priesters m.u.v.                        | *Kardinaal-priesters m.u.v.      | *Kardinaal-priesters m.u.v.      | *Kardinaal-priesters m.u.v.            | Kardinaal-diaken                 |

### Overlijden en nasleep
Begin februari 1513 werd Julius ernstig ziek en besloot zelf maatregelen te treffen voor zijn op handen zijnde begrafenis. Op 20 februari werden door kardinaal Riario de laatste heilige sacramenten toegediend. Op Julius’ verzoek werd het College van Kardinalen voor de laatste keer bij de stervende paus geroepen, waarbij Julius hun verzocht het komende conclaaf tot een goed einde te brengen. En hoewel hij op persoonlijke titel de schismatische kardinalen van het Concilie van Pisa vergaf, verbood hij hun deelname aan het conclaaf.
Naast zijn weigering om de zoon van zijn vroegere maîtresse Lucrezia Normanni tot kardinaal te verheffen vroeg hij niet om speciale gunsten voor de rest van zijn familie, omdat “zijn gedachten uitgingen naar het welzijn van de kerk, en niet naar dat van zijn familie”. In de nacht van 20 op 21 februari 1513 overleed Julius II.
Na eerst te zijn bijgezet in de San Pietro in Vincoli in Rome – naast zijn oom Sixtus IV – werden de stoffelijke resten van beide leden van de familie Della Rovere in de jaren 40 van de 17e eeuw overgebracht naar de Sint-Pietersbasiliek waar ze opnieuw begraven werden bij het graf van paus Clemens X. Een gedenkplaat vermeldt de namen van beide pausen. Zijn slechts ten dele uitgevoerde grafmonument bevindt zich wel in de San Pietro in Vincoli.
In zijn boek Pageant of the Popes voert de schrijver John Farrow een beschrijving op van de reactie van het Romeinse publiek:

De lijfwacht werd overlopen door de menigte, die erop stond de voeten van de overledene te mogen kussen. Al huilende baden zij voor zijn zielenheil, waarbij zij hem een ware paus noemden en plaatsvervanger van Christus, een steunpilaar van rechtvaardigheid, een vurig bevorderaar van de apostolische kerk, een vijand en onderdrukker van tirannen,

#### Latere duidingen
Hoewel Julius’ pontificaat veelal in negatieve zin bezien werd, waren er ook positieve typeringen van de paus hoorbaar. De vrij onbekende humanist en dichter Johannes Michael Nagonius schreef ter ere van Julius’ overwinning op Bologna in 1506 een lofdicht, waarin hij hem een groter staatsman achtte dan Julius Caesar. Voorts merkte hij op, dat alleen een man van de statuur Julius in staat zou zijn het Heilige land te heroveren op de ongelovigen. “Daarom verheugt u zich over Julius II” was Nagonius’ credo.
In de ogen van Niccolò Macchiavelli was Julius II een krachtige paus. Zijn beoogde missies noemde hij een succes en de rechtvaardiging komt in zijn ogen voort uit het feit dat hij “alles deed tot meerdere eer en glorie van de Kerk”.
“De oorlogspaus” en “il Papa Terribile” (verwijzend naar zijn opvliegende en autoritair karakter) zijn slechts twee van de bijnamen die Julius werden toegedicht. Als vertegenwoordiger van de pauselijke macht tijdens de Hoog-Renaissance, waartoe zijn voorgangers Sixtus IV, Innocentius VIII, Alexander VI maar ook Julius’ opvolger Leo X behoorden, werd Julius’ beleid beschouwd als de bevestiging van de noodzaak van een kerkelijke hervorming.

Wat is eigenlijk het verschil tussen jou en de leider der Turken behalve dat jij je achter Christus’ naam verschuilt? Jullie hebben dezelfde ideeën, leiden hetzelfde losbandige leven, maar jij bent de grootste pest voor de wereld.

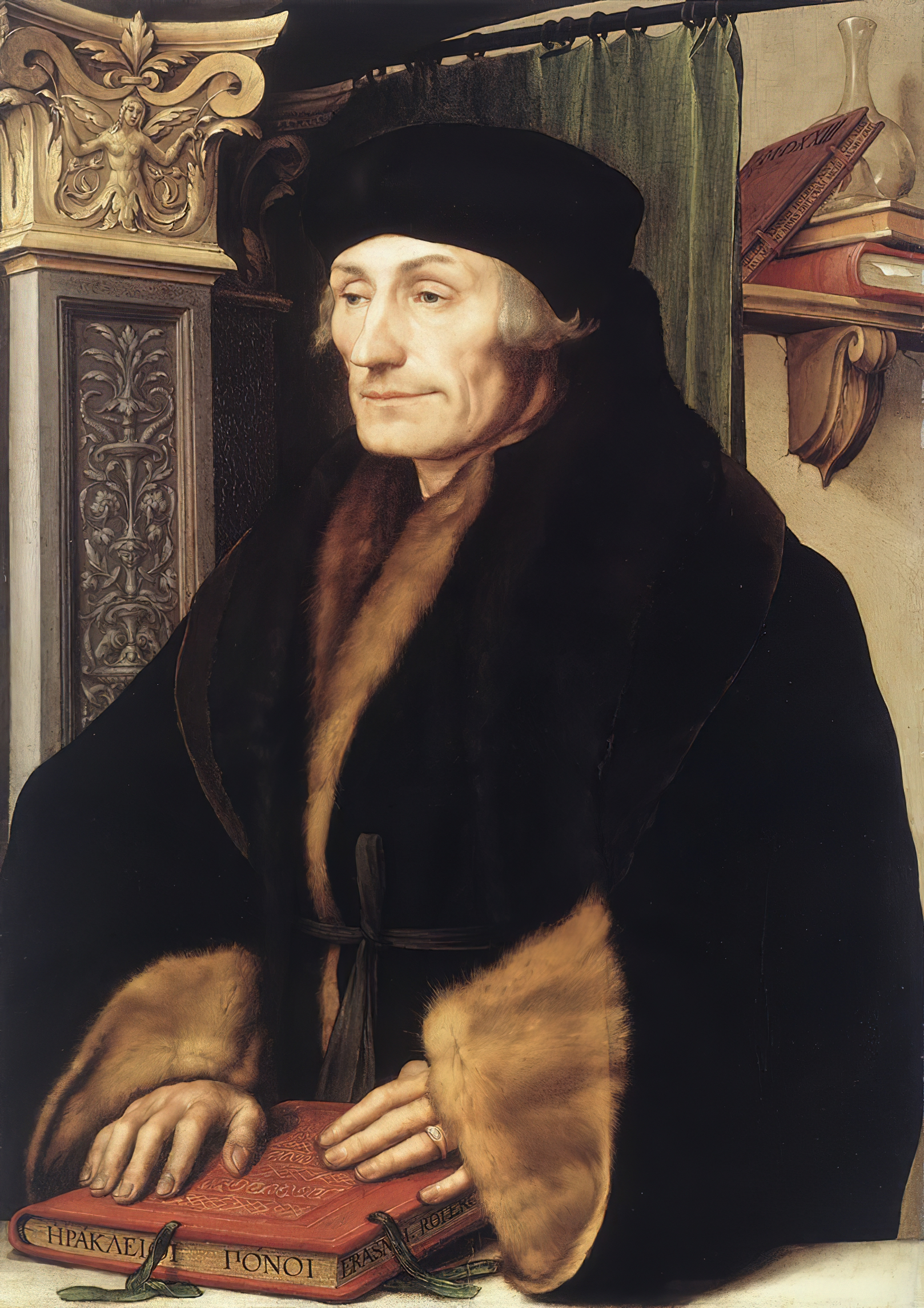
Desiderius Erasmus

Een van de kritische geluiden kwam voort uit de publicatie van een boekje na de dood van Julius, dat werd toegeschreven aan Erasmus hoewel hij dit nooit erkend heeft.  Aangenomen wordt, dat Erasmus dit ontkende om represailles van pausgezinden te voorkomen. In de publicatie, wel de “Juliande” genoemd, wordt op satirische wijze de aankomst van Julius II, bijgestaan door een beschermengel, bij de hemelpoort verteld, waarbij de zojuist overleden paus de confrontatie aangaat met Petrus die hem de toegang tot de hemel weigert. Uit het verloop van het verhaal komt duidelijk Julius’ eerzuchtige en op macht beluste karakter naar voren.
Voor de pacifistisch ingestelde Erasmus was Julius’ oorlogszuchtige optreden een dienaar van God niet waardig. In november 1506 was de humanist getuige geweest van de triomfantelijke intocht van Julius II in Bologna en werd hij door paus Julius II benaderd om iets te schrijven over zijn voorgenomen veldtocht tegen Venetië. Hierop schreef Erasmus twee werken (beide verloren gegaan). Het eerste werk, waarin hij de paus een oorlog ontraadde, riep bij de paus ergernis op. Om enigszins tegemoet te komen aan de paus schreef hij in zijn tweede werk in welke extreme gevallen het opnemen van de wapens door de paus gerechtvaardigd was.

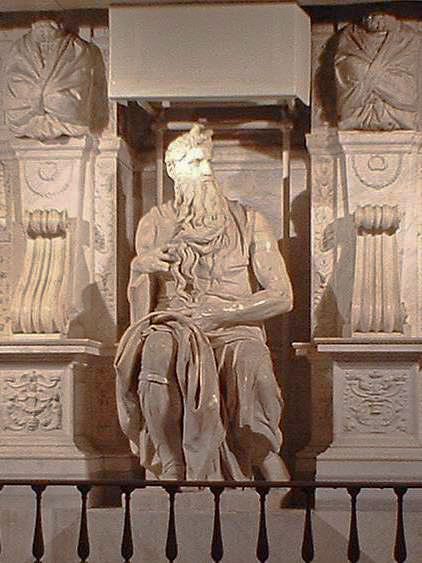
Mozes op het beoogd grafmonument van Julius II

Maarten Luther, die tijdens het pontificaat van Julius in Rome was geweest, maar de paus zelf nooit ontmoet had, richtte zijn kritiek vooral op de toegenomen aflaathandel, die tot doel had om de verschillende oorlogen van de Kerkelijke Staat te bekostigen en de bouw van de Sint-Pieter te financieren. Ook de zedeloosheid en uitbundige levensstijl van de hoge geestelijkheid waren hem een doorn in het oog, hoewel hij zich daarbij niet specifiek op Julius II richtte.
Recenter is het boek De mars der dwaasheid, waarin de schrijfster en historica Barbara Tuchman (1912-1989) wilde aantonen dat een aanpak van de misstanden binnen de kerk een schisma had kunnen voorkomen.
Een gematigder toon jegens paus Julius II werd op zondag 30 november 2003 gezet door kardinaal Angelo Sodano. In de kathedraal van Savona vond een herdenkingsmis plaats voor de verkiezing van paus Julius II in 1503. Tijdens de preek, uitgesproken door de kardinaal die zei dat hij als gezant van paus Johannes Paulus II gekomen was om diens ambtsvoorganger eer te bewijzen, wees hij de aanwezige gelovigen in het bijzonder op de moeilijke periode waarin de Kerkelijke Staat zich tijdens Julius’ pontificaat bevond. Bedreigd door wereldlijke heersers die de macht van de kerk wilden beteugelen, zou hij opgekomen zijn voor de belangen van de Italiaanse gebieden en met als grote voorbeeld Mozes (wiens beeld hij op zijn grafmonument wilde) zou hij zich opgeworpen hebben als beschermer van het volk. Kritiek op de persoon Julius werd niet geuit, maar wel werd erop gewezen dat “het werk van de bisschop van Rome in de juiste context geplaatst diende te worden”. Sodano ging in zijn preek zelfs zover, dat Julius’ inzet voor de kerk uiteindelijk zou leiden tot een positieve beoordeling van Julius' leven en werk. Hij ging daarbij niet in op de reputatie van deze paus ter zake van moord, vergiftiging, sodomie en simonie.
In een eucharistieviering ter viering van het vijfhonderdjarig bestaan van de Zwitserse Garde p 22 januari 2006 in de Sixtijnse Kapel memoreerde kardinaal Angelo Sodano de rol die Julius had gespeeld bij de oprichting van de Zwitserse Garde:

Vandaag, tijdens de herdenking van het 5e eeuw feest van de Zwitserse Garde, laat ons God danken voor de gaven die hij aan paus Julius geschonken heeft … en door wiens besluit de eerste Zwitserse soldaten naar Rome werden geroepen als “defensores Ecclesiae libertatis”

Sodano vergeleek Julius opnieuw met Mozes, maar prees hem ook als de man die de decoratie van de Sixtijnse Kapel en de nieuwbouw van de Sint-Pieter mogelijk had gemaakt. Verder wees Sodano ook op de apostolische betekenis van Julius II waarbij hij als voorbeeld het Vijfde Lateraanse Concilie en de oprichting van de kerkprovincie in de Nieuwe Wereld (Zuid-Amerika) aanhaalde.

## De tiara van Julius II
In het British Museum te Londen bevindt zich een kleurenafbeelding van de in opdracht van Julius II vervaardigde tiara.
De pauselijke driekroon was gemaakt door de Italiaanse juwelier en goudsmid Caradosso (eigenlijke naam Ambrogio Foppo) uit Milaan en had 200.000 dukaten gekost. In de kroon waren parels, saffieren, robijnen en smaragden verwerkt.
Tijdens de plundering van Rome in 1527, waarbij vele kerkelijke bezittingen werden geroofd, bleef de tiara van Julius II gespaard, doordat deze op dat moment in onderpand was gegeven. Bij plunderingen van Franse troepen tijdens het bewind van Napoleon ging de tiara in 1798 alsnog verloren. Een smaragd uit de tiara, die geldt als een van de grootste ter wereld (404½ karaat), werd later verwerkt in de zogenaamde Napoleon-tiara.
Cursief: tegenpaus
- Bibsys: 90798945
- Biblioteca Nacional de España: XX1183372
- Bibliothèque nationale de France: cb119549219 (data)
- Catàleg d'autoritats de noms i títols de Catalunya: 981058521672406706
- Digitale Bibliotheek voor de Nederlandse Letteren: juli018
- Gemeinsame Normdatei: 118714090
- Historisch woordenboek van Zwitserland: 018418
- International Standard Name Identifier: 0000 0001 2132 6761
- Library of Congress Control Number: n80030746
- Nationale Bibliotheek van Tsjechië: jn20000700841
- Nationale bibliotheek van Australië: 61543043
- Nationale Bibliotheek van Israël: 987007263502705171
- Nationale Bibliotheek van Polen: a0000001221704
- Nederlandse Thesaurus van Auteursnamen: 070167656
- Istituto Centrale per il Catalogo Unico: BVEV026043
- LIBRIS: 329911
- SNAC: w6pk0f08
- Système universitaire de documentation: 027528081
- Trove: 1843883
- Union List of Artist Names: 500281862
- Virtual International Authority File: 51697938
- WorldCat: E39PBJyrYFkPXhvdyycW6MbWXd